# ペルソナ3
『ペルソナ3』（ペルソナスリー、PERSONA3）は、アトラスにより制作・リリースされたロールプレイングゲーム。2006年7月13日にPlayStation 2用ゲームソフトとしてリリースされ、ファミ通ゲームアワード2006にて優秀賞（RPG部門）を受賞した。
のちに、後の世代のゲーム機などへアレンジ要素などを加えた移植版が発売されている。
また、本作を原作とした小説、漫画、ドラマCDなどのメディアミックス展開も行われている。本項では、これらについても記述する。

## 概要
ペルソナシリーズのナンバリング第3作目。略称は「P3」、ほかの派生・リメイク作品と区別をするため「オリジナル」、「無印版」と呼ばれることもしばしばある。
学園都市を舞台に「ペルソナ」という特殊能力を使う少年少女たちが主人公（チーム）となって様々な活動を行うのが「ペルソナシリーズ」の基本だが、本作の場合、昼は学園生活を送りながら色々な人物と交流を深め、夜は「影時間」に出現する「シャドウ」と呼ばれる謎の怪物と「ペルソナ」を駆使して戦っていく。ペルソナシリーズ全体を通して見ると、本作から画面のデザインがポップな感じになったり、BGMの多くに英語のボーカル曲が採用されていたりと、グラフィックやサウンド面において転換点となっており、「中興の祖」的な存在となっている。なおナンバリングされたシリーズとしての次作『ペルソナ4』と本作は一部サブキャラクターの後の姿がゲスト的に登場したり、一部の設定などで緩やかな繋がりがある。
前述のとおり「ペルソナ」は歴代シリーズ作品から引き継がれたコアシステムだが、前作までは一度作ったペルソナは成長させるだけだった。本作ではペルソナ同士を合体させることで新たなペルソナを作ることが可能になった。これは関連する作品群「真・女神転生シリーズ」（「真メガテンシリーズ」）作品のひとつ『真・女神転生III-NOCTURNE』（『NOCTURNE』）チームが制作を担当しており、同作のスキル（魔法や特殊能力を本作ではまとめて「スキル」と呼ぶ）の継承やスキルチェンジ（レベルアップ時に所持しているスキルが別のスキルに変化すること）などの要素も導入し、ペルソナの育成を更に奥の深いものにした事による。そのほか戦闘システムに『NOCTURNE』のプレスターンバトルをアレンジして搭載したり、ベルベットルーム（本作における「合体」の施設）にペルソナ全書（『NOCTURNE』の「悪魔全書」に相当）が搭載されていたりと、「真メガテンシリーズ」で好評だった要素が導入されている。
ちなみにメインキャラクターのペルソナ名（オルフェウス、イオ、ヘルメス、ヒュプノス等）やダンジョンの名前（タルタロス）はギリシア神話をモチーフにしている。生きる目的が希薄で黒い思惑を持つ企業の子や復讐を目的とするキャラなど、個々のキャラクターの背景は過去のペルソナシリーズに登場したキャラを彷彿とさせるものが多い。
ディレクターは『NOCTURNE』の橋野桂。キャラクターデザインおよび新たな専用ペルソナのデザインは副島成記が担当し、それ以外のペルソナは金子一馬のイラストを使用している。
オリジナル以降のゲーム版リリース略記
本作の他機種移植は単純な移植では無く、何らかのパワーアップ・アレンジ要素が加わることが多い。より詳しい内容はリンク先を参照。下記のリリース日は『リロード』以外は初版のもの。
- 2007年4月19日 - 『ペルソナ3 フェス』リリース。オリジナルと同じPS2ソフトということもあり、追加要素はシステム回りが中心。
- 2009年11月1日 - 『ペルソナ3 ポータブル』リリース。携帯機・PSPへの初移植だが、以降『リロード』まではコチラをベースとして据え置きゲーム機にも移植された
- 2024年2月2日 - 『ペルソナ3 リロード』 -PS2版をベースに、現行世代のゲーム機におけるグラフィックレベルに合わせリメイクした作品。

他メディアへの展開略記
2008年には本作ゲーム版を原案としたテレビアニメ『ペルソナ 〜トリニティ・ソウル〜』が放送された。2013年から2016年に渡って原作のストーリーを忠実に再現した劇場アニメが公開された。
このほか序文に書いたとおり、小説・舞台演劇、パチンコ、いわゆる「謎解きイベント」など各種媒体において本作を題材としたものが作られている。くわしくはそれぞれの副節を参照されたい。

## システム
ペルソナ
『ペルソナ2』で無くなった合体が復活した。ただし、『女神異聞録ペルソナ』のスペルカード合体とは違い、ペルソナ同士を合体させるものであり、女神転生シリーズの合体システムに近い。前作までは熟練度によってペルソナが成長していたが、今作ではパーティキャラクターと同様、ペルソナも戦闘で経験値を獲得しレベルアップする。ペルソナ合体後、稀に「受胎」と呼ばれる現象が発生することがあり、習得スキルを全て覚えた際 に装備品を入手できる。
これまでのシリーズのペルソナ使いは複数のペルソナを付け替えることができたが、今作ではペルソナの複数所持、交換は主人公のみが有する特殊能力となっている。主人公以外のペルソナ使いは専用ペルソナしか行使できないため、敵の属性に合わせてパーティ編成をするという戦略も求められている。主人公が所持するペルソナの組み合わせによっては、特殊スキル「ミックスレイド」を発動させることもできる。
ワンモアプレス
前作までの敵は「悪魔」と呼ばれる存在だったが、今作では「シャドウ」と呼ばれる怪物になっている。戦闘で攻撃対象をダウンさせると連続で行動できるようになる。ダウンさせるには敵の弱点を突く攻撃をするか、物理攻撃でクリティカルを出せばよい。ゆえに敵味方ともに弱点を突くことが戦闘を有利に運ぶための重要な戦術となっている。敵全員をダウンさせると総攻撃を仕掛けることができ、敵全体に無条件で大ダメージを与えることができる（条件によってはできない場合もある）。シャドウがプレイヤー側に総攻撃を仕掛けてくることはない。主人公が瀕死（HPが0）になった時点でゲームオーバーとなる。
本作では交渉システムが廃止され、代わりにシャッフルタイムが設けられた。戦闘終了後にシャッフルタイムが発生すると、画面に表示されたカードの中から1枚を引くことができる。ペルソナのカードであればそれを入手できる。ワンド（棍棒）のカードは経験値増加あるいはペルソナの能力値上昇、カップ（杯）はHP回復、ソード（剣）は武器入手、ペンタクル（金貨）はお金入手（今作では敵を倒しただけでは入手できない）、などになっている。ダブルアップの可能性もあり、入手できるものがさらに増える。しかし、今まで引いたカードを没収されるブランクカードや、死神シャドウの登場を早めるデスが含まれたカードなど、悪い効果もある。
ダンジョン
今作に登場するダンジョンは（小規模なものを除けば）「タルタロス」と呼ばれる巨大な塔のみである。タルタロスは入る度に構造が変わるランダム生成ダンジョンとなっている。内部は幾つかのエリアに分かれており、途中で階段が封鎖されていて進めなくなるが、日付の経過によって封鎖が解かれるという仕組みになっている。
日付
今作では日付の概念が取り入れられた。平日は通学し、放課後や休日の昼間は街を自由に移動することができる。これにより日常生活がリアルに表されている。そのため1日の間にとれる行動が限られ、通常のRPGのようにダンジョン（タルタロス）と街を自由に行き来することはできない。放課後・昼間・夜は店に行ったり後述のコミュ育成を行うことができ、影時間（ストーリーの項を参照）にはタルタロスに行くことができる。大型シャドウとの戦闘や学校行事などのイベント発生日は固定されている。
学校では定期テストがあり、期末・中間がある。クラスメイトなどのコミュなどは行えない。また、テストで良い成績を収めると美鶴がアイテムをくれる。
授業やテストは一般常識や豆知識などの問題で、クイズ形式になっている。
コミュ育成
学校や街の人々と仲良くなると「コミュ」（コミュニティの略称。ゲーム内ではこの略称で表記されることがほとんど）と呼ばれる絆を結ぶことができる。コミュはアルカナごとに分かれており、コミュに入っていると、そのアルカナに属するペルソナを作成した際に、ボーナスとして経験値が追加される。相手と共に過ごす、または適切な対応をすることによってコミュランクが上がるようになっている。ランクが上がるほど、合体時に追加される経験値は増加し、最高ランクに達すると、そのコミュが属するアルカナの最高位ペルソナが作成できるようになる。コミュ育成は一部の例外を除いて平日の放課後や休日の昼間などに行われる。
初回プレイで全アルカナの最高ランクを狙うことが、ファンの間では3以降のペルソナシリーズにおけるやり込み要素の一つとされている。本作のデザイナーやプロデューサーを担当した和田和久曰く「（オリジナル版では）そもそも1周で全コミュMAXできるような設計じゃなかった」ため、これを達成したプレイヤーの存在について「『えっ？　どうやったんだろう』と，本当に驚きました。」とのこと。
仲間の指示
本作ではキャラクターの能力値はレベル・HP・SPのみであり、力・耐力・運などといった能力値は全てペルソナに依存している。装備品などによる能力値上昇を除けば、装着しているペルソナの値がそのまま反映される。ただし、主人公には学力・魅力・勇気というステータスがあり、それらを鍛えることでコミュ育成や学校・街での行動が有利になる。
本作では、主人公以外のキャラクターは戦闘で直接操作することはできず、間接的な指示を与えるのみである。学校や街には同行せず、ステータスの確認や装備変更は影時間などに限られる。派生作品である『ポータブル』では直接操作が可能となり、ステータス確認や装備変更もメニュー画面から可能となっている。
ステータス
日常やゲーム進行での会話での選択や授業で上がる主人公のステータスである「学力」「魅力」「勇気」の三種類が存在する。ランクは五段階あり、低いとコミュが起こらなかったり、選べない会話が出現したりなどストーリーの進行に少なからず関わってくる要素である。
コンディション
コンディションはキャラクターの体調であり、4段階に分かれている。主人公だけでなく仲間にも設定されるステータスであり、タルタロスの探索の際に効果が変化する。
トイレや就寝などで回復する。

## 派生タイトル・リメイク版

### ペルソナ3 フェス
『ペルソナ3 フェス』（ペルソナスリー フェス、PERSONA3 FES）は『ペルソナ3』に追加要素を加えたPlayStation 2用ソフト。略称は「P3F」。「フェス」はフェスティバルの略で、お祭りソフト的な位置づけとされている。『ペルソナ3』のエンディング後を描く新シナリオ「Episode Aegis」が収録されている他、本編シナリオにもユーザーから寄せられた要望を踏まえた様々な追加要素・改良が施されている。『ペルソナ3』からセーブデータの一部継承も可能。
『ペルソナ3』所持者向けの「アペンドディスク版」と『ペルソナ3』を持っていない新規ユーザー向けの「単体起動版」（通常版）の2種類が発売された。パッケージイラストはそれぞれ異なっているが、ゲーム内容は本編追加要素を含めどちらも同じ。「アペンド版」は初回起動時のみ『ペルソナ3』のディスクの認証が必要になる代わりに価格が安く抑えられている。
2006年10月20日発売の『週刊ファミ通』に「私を手放さなければ、きっとまた会える」というキャッチコピーを表したアイギスの広告が掲載されたり、『ペルソナ3』公式サイトで「ペルソナ3のディスクを手放さないでいただければ きっといいことがあると思います」と意味ありげな予告がされていたが、2006年12月8日にようやく正式発表された。

#### 「フェス」の追加要素
『ペルソナ3』の本編に様々な新要素や改良が加えられた、言わば増補版本編。『ペルソナ3』未体験のユーザーはこちらを先にプレイすることが推奨されている。無印版を既にプレイしたことのあるユーザーは、ニューゲーム開始時に『ペルソナ3』のセーブデータをロードすることで、ペルソナ全書（ペルソナ名のみ。パラメータは初期のものになる）・ミックスレイド・主人公のパラメーター・コミュランクMAX時に入手したアイテムを継承することができる。
新規イベント追加
特別課外活動部の知られざるエピソードやコロマルの散歩など、学園生活やコミュにからんだイベントが多数追加されている。
ハードモードの追加
戦闘難易度の選択に『ペルソナ3』にあった初心者用のEASY、中級者向けのNORMALに加え、上級者用のHARDが追加されている。
新たなペルソナが追加
新たに23体のペルソナが追加されており、ペルソナのレベル調整も実施されている。
武器合体システムを導入
骨董屋で武器とペルソナを合体させることで、新たな武器を作成できるようになった。また、特別な武器も追加されている。その際、武器合体には数日の日数の経過を要する。
コスチュームの外観
『ペルソナ3』では武器のグラフィックは変化したが、防具のグラフィックは変化しなかった。『フェス』では特定の防具によってもキャラクターグラフィックが変更されるようになっている。
コミュニティの追加
アイギスのコミュニティが追加されている。また、各キャラクターについてもコミュニティMAX時のイベントが追加されている。
「永劫」のアルカナが追加
上記のアイギスのコミュニティがこのアルカナに当てはまる（トート・タロット参照）。これに伴い、いくつかのペルソナのカテゴリが変更となっている。なお、永劫のカード番号はXXで、「審判」の番号と重複している。これはトート・タロットの作者によって、アルカナの解釈から「審判」の名称を「永劫」へと改めたためである。「世界」と「宇宙」も同義である。
長鳴神社
ポートアイランドにある施設の一つである長鳴神社のお稲荷さんにお参りができるようになっている。
その他
依頼の追加や疲労度のバランス見直しなどが行われている。

### ペルソナ3 ポータブル
『ペルソナ3 ポータブル』（ペルソナスリー ポータブル、PERSONA3 PORTABLE）は、PlayStation 2版より一部の要素を追加および削除しており、PlayStation Portable用に開発されたバージョン。略称は「P3P」。『フェス』の「Episode Yourself」をベースにしており、後日談である「Episode Aegis」は収録されていない。
ポータブルと銘打たれているが、2023年1月にはXbox Series X/SやXbox One、PlayStation 4、PC（Microsoft Store、Steam）にも「リマスター版」として移植リリースされている。同日には据え置きゲーム機と携帯機の要素を併せ持つNintendo Switchへも前4機種用と同内容でリリースされている。（いずれもダウンロード専売ソフト）

#### ポータブルの追加要素
主人公の性別選択
主人公の性別をプレイヤーが選択した際にどちらかの視点で遊ぶことができるようになった。ストーリーは同じだが、それぞれのルートで発生するコミュニティや仲間との関係などが変化する。

難易度の追加
『フェス』の「EASY」「NORMAL」「HARD」に加え、最低難易度の「BEGINNER」、最高難易度の「MANIACS」が追加されている。
「BEGINNER」では復活アイテム「黄昏の羽根」の個数が「EASY」より増やされており、「MANIACS」では周回プレイでも引継ぎ要素が一切なくなる。
戦闘関連
- 仲間に直接指示を出すことが可能となった。
- 仲間が愚者コミュの上昇に伴い「合体攻撃（ワンモアを起こした際に、主人公と共に敵に攻撃する）」「かばう（主人公への即死するダメージの攻撃を代わりに受ける）」「食いしばる（即死ダメージを1度だけHP1で踏みとどまる）」といったペルソナ4に似た行動をとるようになった。　
- 「待機」が「ガード（ダメージを軽減し、弱点攻撃を受けてもダウンしない）」になった。
- 主人公の使用可能装備は固定となった（男性主人公：片手剣 / 女性主人公：薙刀）。また、美鶴の使用可能装備は片手剣から突剣に変更された。

ハードのスペック低下による変更
- アニメーションシーンは一枚絵による表現に差し替えられ、全てカットされた。
- ポリゴンもPSPの性能に合わせて縮小方向に作りなおされている。
- 主に戦闘シーンに関連したものを除く、ポリゴンによるイベントシーンやプレイの大半をしめる通常行動時の事細かな演出の全てがオリジナルにもあった2Dのキャラクター絵によるセリフのみで展開し、全て削除された。
- 3D空間で主人公を操作して移動し、キャラクターに話しかけるという形式から、簡易2Dマップでカーソルを移動させ、目的の人物のポインタに合わせて会話するという形式になっている。また、□ボタンで目的の場所へのショートカット移動ができるようになっている。
- これらの変更によりPS2よりスピーディなロード、プレイができるようになっている。

ペルソナ関連
- 一部のペルソナは容姿が変更されている。ペルソナがある程度に育つと「スキルカード」が手に入り、使用することで新たなスキルを覚えさせることができる。
- ミックスレイドはペルソナに依存するスキルではなくアイテムに変更となった。骨董屋で宝石との交換で手に入る。

その他
- お稲荷さんへのお参りの効果が「スキルカード複製（要5日）」に変更された。
- 交番での装備品の購入が夜でも出来るようになった。また、アクセサリーの販売も行うようになった。
- 『フェス』までは仲間が疲労になるとその場で帰ってしまったが、『ポータブル』では疲労のタイミングが探索を切り上げた後に変更され、仲間が勝手に帰ってしまうことはなくなった。

### ペルソナ3 リロード
『ペルソナ3 リロード』（ペルソナスリー リロード、PERSONA3 RELOAD）は、2024年2月2日に下記機種用ソフトとしてリリースされたマルチプラットフォームソフト（記載は発表順）。
※ 下記の出典　→ 
- Xbox Series X/S
- Xbox One
- Xbox Game Pass
  - Xbox Game Passは上記3機種とWindowsでの動作を前提とした、いわゆる「ゲームのサブスクサービス」。スマートフォンやタブレットでもUltimateプランに同梱されているXbox Cloud Gaming (Beta)を通じてプレイ可能（タッチ操作対応）。Ultimate会員であれば『フェス』に相当するDLCも含めサブスクで導入可能。これはゲームパスとしては初となる。
- Windows
  - 『ポータブル』リマスター版と同様、Microsoft Store（Xboxアプリ）を通してのリリース。メーカーが指定した一定レベルのパーツ（CPU・GPUなど）を搭載しているPCでなければ動作しても快適なプレイは難しい。

本作は初発表時、上記4プラットフォームへの展開のみが明かされた（日本では、上記版はダウンロード専売となる）。その数日後に、下記プラットフォームでもリリースされる事が発表された。
- Nintendo Switch 2
- PlayStation 5
- PlayStation 4
  - Switch2/PS5/PS4版ではパッケージソフトとしてもリリースされた。
- Steam
  - SteamはWindowsでクライアントソフトを導入する事がプレイする際の基本となるサービスだが、独自のOSを導入した携帯機「Steam Deck」なども展開している。より詳しい対応状況は今後発表予定。

PlayStation 2版を直近のシリーズ最新作である『ペルソナ5』など比べても見劣りしないレベルにグラフィック（各キャラクターの3DCGモデルなど）をグレードアップさせる事に主眼が置かれており、『フェス』で追加された本編の後日談や『ポータブル』の女性主人公などといったシステム・ストーリーへの大きな変更要素は含まれない事が事前に公表されている。ただし、「『フェス』で追加された本編内の要素が全く無いというわけでは無い」とも制作サイドよりコメントされている。
フェスに相当する部分はDLCとして2024年9月10日にリリースされた。前述の通りXbox Game Pass Ultimateに加入していれば全てのDLCを購入する必要はない。

#### 「リロード」での追加要素
『フェス』からの要素としては、「コロマルの散歩」「学生寮の監視カメラ」「アイギスの永劫コミュ」などが実装されている。

## スタッフ
オリジナル/フェス
- エグゼクティブプロデューサー - 板垣耕三
- プロデューサー・ディレクター - 橋野桂
- アートディレクター - 副島成記
- コンポーザー - 目黒将司
- チーフプランナー - 金田大輔
- シナリオライター - 田中裕一郎
- イベントプランニングリーダー - 伊東大輝
- イベントプランナー - 玉利光貴、坂本祐樹、山本眞司
- コミュプランニングリーダー - 木戸梓
- コミュイベントプランナー - たさかたかお、尾島麻由美
- コミュアシスタントプランナー - こばやしじゅん、つるまきまさと
- フィールドプランニングリーダー - 渡部篤
- フィールドプランナー - 宇田洋輔、南部綾一
- バトルプランニングリーダー - 金田大輔
- バトルプランナー - 加藤澤男、小西利樹
- チーフプログラマー - 遠山博一
- フィールドプログラムリーダー - 古坂雄二郎
- フィールドサブプログラマー - 矢島大亮
- バトルプログラムリーダー - 新居田俊行
- バトルサブプログラマー - 佐々木雅和
- イベントプログラマー - 高野正也
- ファシリティプログラマー - 三輪喜由
- インターフェースサブプログラマー - 宮下幸伸
- チーフデザイナー - 和田和久
- イベントデザインリーダー - 薄田無門
- イベントデザイナー - 前田直哉、遠藤麻衣
- 3Dキャラクターデザインリーダー - 沖田香織
- 3Dキャラクターデザイナー - 青柳拓、にわゆうだい、やまざきあさこ、みやけひでかず、さいとうとおる、小川かおり、田中聖子
- フィールドデザインリーダー - 横路ゆかり
- フィールドデザイナー - 深澤修児、高井雅弘、阪本周平、嶋谷将
- バトルデザインリーダー - 鈴木正勝
- バトルデザイナー - 垣内ひとみ、すずきひかる、しのはらあいこ
- インターフェースデザインリーダー - 須藤正喜
- インターフェースデザイナー - やまざきあさこ、やまもとひろこ
- オリジナルデビルデザイン - 金子一馬
- キャラクターデザインコーパレーション - 土居政之、さかねけんじ、さわけんじ、にしむらえり
- エネミーデザインコーパレーション - 岩永悦宜
- アニメーションディレクター - 高津幸央
- アニメーションワークス - ポイント・ピクチャーズ
- ワールドアートエスタブリッション - 美峰
- サウンドデザイナー - 土屋憲一
- サウンドデザインアシスタント - 吉川健一

ポータブル
- プロデューサー - 橋野桂
- ディレクター - 木戸梓、薄田無門

## ストーリー

### Episode Yourself
プロローグ
2009年4月。10年前に両親を事故で亡くし親戚に育てられた主人公は、家庭の事情で小中高一貫校である「月光館学園」の高等部に編入することになり、学園のアイドル的な存在の岳羽 ゆかりや、お調子者の伊織 順平らと一緒のクラスになる。
しかし、学生寮に入寮して間もなく、彼は異形の怪物・シャドウに襲われ、秘められていた「ワイルド」のペルソナ能力を覚醒させてしまう。それがきっかけで主人公は、この世界には1日と1日の挟間にある隠された時間「影時間」があり、街は動きを止め、人々はオブジェへと姿を変えることを知らされる。そこにはびこる異形の怪物「シャドウ」に対抗できるのは、ペルソナという特殊な力を持つ者だけだった。
1学期
潜在能力を認められた主人公は、理事長の幾月 修司の勧誘を受けて、同じペルソナ使いたちで構成された、桐条 美鶴が率いる「特別課外活動部」へと引き入れられる。彼らはそれぞれの目的のため、影時間を消滅させるべくダンジョン「タルタロス」へと潜り、影時間の真相を追っていく。
主人公は昼は学園生活を送り、学校や街でさまざまな「コミュ能力」を持つ人々と交友を深めていくことで、ペルソナ能力をレベルアップさせていく。その一方で「特別課外活動部」には、ボクシング部の主将である真田明彦、同級生に虐められていた山岸風花らが合流し、街の大型シャドウを次々と撃破していく。
やがて、ペルソナを操る謎の集団『ストレガ』のメンバー達が暗躍するようになり、彼らは「主人公たちが大型シャドウを消す」ことを止めようとしていた。
2学期 (前半)
10才の小学生 天田乾や、かつて特別課外活動部に所属していた不良の荒垣真次郎、長鳴神社にいた野良犬コロマル、少女型戦闘用ロボット アイギスらが仲間になる。天田は、自分の母親を殺してしまった荒垣に復讐心を抱いていたが、ストレガの襲撃から天田を守って荒垣は亡くなってしまう。
街で絵を描いている少女チドリと知り合った順平は交友を重ねていくが、彼女がストレガの情報収集担当であることが判明。順平は病院に拘束される彼女と会話を重ねて、心を交わしていく。そんな中、ストレガの首領であるタカヤとジンとの対決に勝利するも、彼らは橋から飛び降りて逃走する。
その後、最後の大型シャドウ討伐した「特別課外活動部」は、事件解決に喜びあう。だが、12体の大型シャドウを倒すことで世界を滅ぼそうと画策していた、理事長の幾月によって騙されていたことが判明。幾月によって美鶴の父・桐条武治は撃たれて亡くなるが、同時に武治によって撃たれた幾月は、タルタロスから落下して亡くなってしまう。
2学期 (後半)
11月の修学旅行後、チドリの病室に『ストレガ』のタカヤ達が現れ、チドリを仲間に引き戻そうとする。その後、タカヤの銃によって順平が撃たれるが、チドリは順平に愛の告白をし、自らのペルソナ能力と生命力を使って順平を治癒して亡くなる。
主人公のクラスに、社交的な男子生徒 望月綾時が転校してくる。実は綾時は、10年前に現れてアイギスによって封印されたシャドウ「デス」が進化した存在であり、それを見抜いたアイギスとの戦闘により、全ての記憶を思い出す。かつて、幼い子供だった主人公に封印された「デス」は、運命の悪戯によって再びこの地に転入生として戻って来たのだと言う。12の大型シャドウを倒したことから、綾時は主人公から解き放たれたのだという。
綾時によると、太古この星に死なるものを授けたシャドウの母たる存在「ニュクス」が目覚めれば、地球の全ての生命は「影人間」となり死滅するという。綾時は「宣告者」であり存在そのものが「滅亡の確約」であり、ニュクス復活は避けられず倒すこともできないのだと告げる。
綾時は、「シャドウ関連のことを全て忘れて、滅びの時まで普通の生活を送れる」ように、自身を殺すことを選ぶよう主人公に選択を迫る。綾時によると、タルタロスの頂上に「ニュクス」が現れて世界が終わる日は、1月31日であるという。
3学期
『ストレガ』のタカヤ達は、「ニュクス教」の教祖としてカリスマ扱いされるようになっていた。彼らは、桐条グループの研究員(幾月ら)によって人工的に生み出されたペルソナ使いであり、長く生きられないタカヤたちは世界の終焉を望み、主人公たちの前に立ちふさがる。
ストレガの2人を倒した「特別課外活動部」の前に、ニュクスによって取り込まれた綾時こと「ニュクス・アバター」が現れる。あらゆるアルカナの力を使う「ニュクス・アバター」を倒したものの、巨大な月「ニュクス」は下降してきて、一般人にもタルタロスやニュクスを視認できるようになり、地上は「世界の破滅」を前にして阿鼻叫喚となる。
次々と「特別課外活動部」のメンバー達が倒れていく中、主人公はベルベットルームで目を覚ます。これまで関わってきたコミュニティーの仲間たちの想いが「絆の力」となって、宇宙の力「ユニバース」を手にした主人公は、一人でニュクスの下へと向かう。
圧倒的なニュクスの攻撃に歯を食いしばり戦う主人公に、仲間たちは声援と力を送り続けた結果、「大いなる封印」によってニュクスを永遠の眠りにつかせることに成功する。タルタロスが崩れて空に消えていき、主人公は仲間たちの下へと戻ってくる。シャドウを巡る戦いは、全て終わったのだ。
エピローグ
ニュクスとの戦いから2か月が経過し、人々はタルタロスの記憶をなくしていた。「特別課外活動部」のメンバー達も、ペルソナやシャドウに関する記憶を忘れてしまっており、記憶の齟齬を感じながらも平和でおだやかな日常を過ごしていた……。
しかし、最後の戦い前にみんなで再会することを約束していた、美鶴と真田たち3年生の卒業式の日、「特別課外活動部」のメンバー達はこれまでの記憶を取り戻し、主人公の下へと走り出す。主人公がアイギスと話している校舎の屋上に、仲間たちが駆けつけて来たところで物語は終わりを告げる。

### Episode Aegis
月光館学園の特別課外活動部に所属するペルソナ使い達は、1年間に渡る幾多の苦難を制し、ようやくこの街にも平和が訪れたかに思われた。2010年3月31日。特別課外活動部の面々は、寮の閉鎖を前に、ささやかな最後のお別れパーティを開く。迫る午前0時を穏やかな気持ちで迎え、召喚器も2度と使われることはないかに思われた。
しかし0時になった瞬間、ペルソナ使い達は違和感を覚える。翌日になったはずなのにニュースや携帯・時計の日付がいずれも「2010年3月31日」のままだったのだ。そして、「アイギスの妹」と名乗る謎の少女型機械・メティスが特別課外活動部の面々を襲撃してきたことがきっかけとなり、アイギスは主人公と同じ“ワイルド”の力に覚醒する。
やがて、メティスを仲間に加えたアイギス達は繰り返される一日を終わらせるため、「時の狭間」という空間に向かう。閉ざされた「未来」を切り拓くため、ペルソナ使い達の戦いが再び始まった。

## 登場人物
声はゲーム版・劇場アニメ版のキャスト。演は舞台版のキャスト（Masquerade版 / the Act版の順。斜線表記のない場合は現状Masquerade版のみに登場）。

### 主人公
『無印』および『フェス』とリメイクである『リロード』では男性主人公のみだが、『ポータブル』では女性主人公が追加されている。
初期ペルソナのオルフェウスは電撃・闇弱点となっており、デザインは主人公の性別によって異なる。
男性主人公
声 - 石田彰
演 - 蒼井翔太 / 梅津瑞樹
アルカナ - 愚者（ワイルド）
ペルソナ - オルフェウス（付け替え可）→ タナトス → メサイア → オルフェウス・改
武器 - 片手剣
男性 / 生年月日 - 1992年または1993年 / 星座 - 不明 / 身長 - 不明 / 体重 - 不明 / 血液型 - 不明 / イメージカラー - 青
本作の男性主人公。17歳。月光館学園に転入してきた高校2年生の少年。10年前に「シャドウ」研究所の爆発事故で両親を亡くし、それ以来各地を転々としている。
今までの主人公よりもさらに玉虫色に見えるようにしており、背丈もそんなに高くなく地味なようにもクールなようにも取れる雰囲気となっている。
外見に関しては「当初は普通にかっこいい外見だったが、もっと表裏がある感じを目指して今のような外見になった」とのこと。ファンの間では片目が隠れる髪型からの連想から「キタロー」の愛称で呼ばれることもある。
有里 湊（ありさと みなと）
漫画版において人格造形された男性主人公。超マイペースな性格で、どこか抜けている。
日常では主に順平とつるみ、飲食店で通い食いするか寝て一日を過ごしている。戦闘では立てた作戦を自らで実行したり、身を呈して仲間を庇っている。また、大食らいに拍車がかかっている上にかなりの頻度で何かしら食べている。
結城 理（ゆうき まこと）
声 - 石田彰
劇場アニメ版において人格造形された男性主人公。美鶴の命令などは「言われたからやる」という意識で受諾しており、仲間とあまり親しい関係を築かず一人を好むのは「いつか来る別れ」の時を恐れての行動である。
アイギスと望月の無理やりとも取れる強引な警護および友達付き合いにより徐々にその態度は軟化していくことになる。
原作とは異なり、本編開始前から影時間の存在を最初から知っていた。
女性主人公
声 - 井上麻里奈
演 - 阿澄佳奈
アルカナ - 愚者（ワイルド）
ペルソナ - オルフェウス（付け替え可）→ タナトス → メサイア → オルフェウス・改
武器 - 薙刀
女性 / 生年月日 - 1992年または1993年 / 星座 - 不明 / 身長 - 不明 / 体重 - 不明 / 血液型 - 不明
本作の女性主人公。17歳。月光館学園に転入してきた高校2年生の少女。置かれた立場や境遇などは男性主人公と同じである。
外見に関しては「当初は男性主人公の女性版を考案したが、新しい主人公を用意するのに同じようなキャラクターでは勿体無い、同じ世界と物語でも主人公の違いで印象が変わるところを見せたかったから却下した」とのこと。
男性主人公とは等価値の存在でありながら、背中合わせに存在するとされている。ファンの間では「ハム子」の愛称で呼ばれる。
月光 ルナ子（げっこう ルナこ）
ファミ通の特設サイトにおいて人格造形された女性主人公。特設サイトのペルソナ通信では説明や仲間たちの紹介などをしており、本人曰く元気ハツラツ系のキャラである。

### 特別課外活動部（S.E.E.S.）
正式名称は「Special Extracurricular Execute Sector」。シャドウ討伐を目的としており、ペルソナ使いで構成されている集団。
岳羽 ゆかり（たけば ゆかり）
声 - 豊口めぐみ
演 - 富田麻帆 / 大西桃香
アルカナ - 恋愛
ペルソナ - イオ → イシス
武器 - 弓
女性 / 生年月日 - 1992年10月19日 / 星座 - 天秤座 / 身長 - 159cm / 体重 - 不明 / 血液型 - B型 / イメージカラー - ピンク
主人公のクラスメイト。16歳。弓道部に所属する少女。「恋愛」コミュ担当。主人公と順平よりも先にペルソナ使いとして特別課外活動部に加わっているが、序盤では銃型召喚器の使用に躊躇している描写がある。なお、召喚する際は親指をトリガーにかけて額を撃ち抜く方法をとる。
明るい性格とその容姿から男子生徒の人気が高いが勝気ゆえに短気ですぐカッとなりやすい面もあり、不良少年たちに絡まれた際には臆せず不良たちに食って掛かるなどしている。幽霊が大嫌いで彼女にこの話を出すと怯む。
父親は10年前に「シャドウ」研究所の爆発事故で既に他界しており、家族は母親のみだが母親とは不仲で疎遠な状態。
主人公に対しては特別な好意を抱いていたようで、『フェス』においては主人公と同じ力に目覚めたアイギスに対して嫉妬するような描写がある。また、シャドウ討伐時に意識を奪われて男性主人公とラブホテルを模した部屋で肉体関係を結ばされそうになったこともある。『P4U2』にも登場。
ペルソナは、疾風耐性・電撃弱点で疾風技・回復技（単体・全体）・蘇生技を主に覚える。
伊織 順平（いおり じゅんぺい）
声 - 鳥海浩輔
演 - 大河元気 / 武子直輝
アルカナ - 魔術師
ペルソナ - ヘルメス → トリスメギストス
武器 - 両手剣
男性 / 生年月日 - 1993年1月16日 / 星座 - 山羊座 / 身長 - 170.5cm / 体重 - 不明 / 血液型 - B型 / イメージカラー - 藍色
主人公のクラスメイト。16歳。女性主人公の「魔術師」コミュ担当。性格はノリの軽いお調子者で、それゆえに特別課外活動部ではムードメーカー的な存在である。そして妙に記憶に残る台詞が多い。
主人公とほぼ同時期にペルソナ使いとして覚醒し（影時間中に象徴化せずコンビニエンスストア内で泣いていたところを真田と遭遇）、同じ学生寮に入寮することになる。
転入して間もない主人公にも気さくに声をかけてきた優しさも持ち合わせているが、同時期にペルソナ使いになった主人公と自分の実力差に苛立つなど、どこかしら達観したところのある特別課外活動部のメンバーの中では精神的に脆いところが目立つが、後半では仲間達のため、そして自分自身のために戦うことを決意し、人間として大きく成長を遂げる。
「Episode Aegis」では、一皮剥けた落ち着きも見せる。幼い頃はメジャーリーガーが将来の夢であった。『P4U2』にも登場し、武器として金属バットを使用する。
ペルソナは、火炎耐性・疾風弱点で物理攻撃全般が多いため力の伸びが良い。火炎系の技も覚えているが魔法の伸びが良くないため、おまけ程度になっている。
また、チドリのペルソナであるメーディアと融合することでペルソナが変化を遂げるため、トリスメギストスにはレベルアップでは覚えない特殊なスキルが存在する。
女性主人公とのコミュ会話では父親が仕事で成功を収めたことの慢心から不動産投機に手を出して失敗、そして酒に溺れて酔って家族に暴力を振るう人間となったため、仲が良くないことが語られる。そして、それ故に酔っ払いは父親と重なるためか嫌悪感を抱いている。
桐条 美鶴（きりじょう みつる）
声 - 田中理恵
演 - 田野アサミ / 太田夢莉
アルカナ - 女帝
ペルソナ - ペンテシレア → アルテミシア
武器 - 片手剣
女性 / 生年月日 - 1991年5月8日 / 星座 - 牡牛座 / 身長 - 166cm / 体重 - 不明 / 血液型 - O型 / イメージカラー - 赤
月光館学園高等部3年生。独特の文語的口調を用いて話す。17歳。「女帝」コミュ担当。学園の出資団体である桐条グループの令嬢で、生徒会長にして特別課外活動部の部長を務めている。試験の成績も常に学年トップをマークしており、学園内では男女を問わず強く支持されている。ただし、育った環境故に一般常識からかなりズレた部分もまま見られる。
真田以外の人物は基本的に名字で呼ぶが、ゆかりの事はとあるイベントを経て名前で呼ぶようになる。
傍目にはクールで理性的な人物に見えるが、本質は短気で激情家。但し、父親の前でだけは緊張のためか別人のごとく大人しくなる。また、コミュでは企業グループの政略結婚の相手として婚約者が登場するが、美鶴自身は主人公に惹かれているために婚約者の不遜な態度に激昂し、婚約を破棄することになる。また何でも抱え込む悪癖持ちで他者に頼ることが苦手。
最も早い時期に覚醒したペルソナ使いで、戦闘以外でも索敵も行えるが、もとより索敵専門ではないので制度や範囲は風花のものに劣る。また、序盤では美鶴のバックアップの元戦闘を行う。
自前のバイクをもち、バイクは特殊な物質「黄昏の羽」を搭載した特別製で、通信機器などを搭載し影時間の中で動くことができる特別なバイク。これは最初、彼女が幼少時に偶然拾った事で発見され、この体験が本作の物語全体へと繋がっていった。
桐条グループはかつて『女神異聞録ペルソナ』および『ペルソナ2』に登場した南条グループと分家した続柄であり、家訓は「調和する2つは、完全になる1つに優る」であり、それは南条の家訓にもなっているらしい。
ペルソナは、氷結耐性・火炎弱点で氷結技・回復技（単体）・相手を状態異常にさせる技が中心。
無印では『コンセントレイト→テンタラフー』や『氷結ガードキル→コンセントレイト→通常攻撃』などの行動を連発していたことから「コンセンタラフー先輩」というあだ名が誕生した。
また、『P4U』にも登場し、武器はポータブルに準拠して突剣を装備している。
真田 明彦（さなだ あきひこ）
声 - 緑川光
演 - 藤原祐規 / 前川優希
アルカナ - 皇帝
ペルソナ - ポリデュークス → カエサル
武器 - ナックル
男性 / 生年月日 - 1991年9月22日 / 星座 - 乙女座 / 身長 - 175.5cm / 体重 - 不明 / 血液型 - A型 / イメージカラー - 銀色
月光館学園高等部3年生。17歳。ボクシング部の主将。女性主人公の「星」コミュ担当。一見、冷静沈着な印象を与えがちで強気で堂々としているなど野心と情熱を内に秘めていたりするが、天然な一面も持ち合わせる。また、異常なほどの健康オタクで常にプロテインを愛用しており、あるときには荒垣の手料理に勝手にプロテインを入れたことで彼の怒りを買ったこともあるらしい。
メンバーの中ではシャドウ討伐の理由が異質で、力を強くするためのトレーニングという感覚でシャドウ討伐を行っている。
左利きであり、ピストル型である召喚器も左手で用いているが、ホルスターの位置は右利き用である。グローブをしていてもきちんと召喚器は扱えるようで、銃口を上に向け頭を下げて額を打ち抜く形を取る。
物心付かぬ頃に両親を亡くし、妹の美紀と共に孤児院で暮らしていたが、養父母に引き取られる直前に発生した火災で妹と死別。彼女を助けられなかった自分の無力さを知ったことがトラウマとなり、それ以来貪欲に力を追い求めるようになった。ボクシングを始めたのもそれがきっかけとなっており、素手の格闘なら何でもよかったという。
校内の女生徒からの人気は非常に高いが本人は恋愛感情に疎く、屋久島でのナンパ勝負で順平ともども玉砕していた。女性主人公の場合はコミュ進行によって恋愛関係にもなるが、本人は感情の整理や自覚ができていない。
ペルソナは、電撃耐性・氷結弱点で、打撃技・電撃技・回復技（単体）が中心となっている。
本作を原案としたテレビアニメ『ペルソナ 〜トリニティ・ソウル〜』では警察の特務機関の一員として神郷兄弟と関わる。『P4U』にも登場し、学生時代とは一転し様変わりした姿を見る事が出来る。
山岸 風花（やまぎし ふうか）
声 - 能登麻美子
演 - 田上真里奈 / 船戸ゆり絵
アルカナ - 女教皇
ペルソナ - ルキア → ユノ
武器 - なし
女性 / 生年月日 - 1992年12月22日 / 星座 - 山羊座 / 身長 - 152cm / 体重 - 不明 / 血液型 - O型 / イメージカラー - 緑
月光館学園高等部2年生。16歳。「女教皇」コミュ担当。控えめで引っ込み思案な性格であることから、それゆえに同じクラスの女子に陰湿ないじめを受けていた。学校に閉じ込められた事からタルタロスに迷い込んでいたところを主人公たちに助けられたことを機に特別課外活動部に入部。直接戦闘に加わることはないが、情報収集に特化したペルソナを持っており、戦闘チームを支援する。経験値は獲得しており、適宜レベルアップする。
趣味及び特技は機械いじりで、パソコンのハッキングスキルや自作で機器を製作する実力を持ち、更に個人用のはんだごてまで有しているほどの器用さを持つが、料理は大の苦手で腕前は破壊的となっており、作中では「殺人料理」や「死に至る猛毒」と言われドラマCDでは「料理の姿をした兵器」という、とんでもなくヤバすぎる評価をもらっている。それゆえ彼女とのコミュ活動は料理の特訓などのものがある。
両親が自分に過剰な期待をかけるあまり、次第に息苦しさを覚えるようになった。特別課外活動部に入部したのも、自分にしかできないことがあると自覚してのことである。
男性主人公の場合は入部する文化部に所属するがコミュ活動は文化部とは別に発生する。女性主人公の場合、料理同好会を設立し女性主人公を勧誘してくる。男女どちらの主人公でもエピローグ（3月）には来年度にメカ部の設立を目論んでいる。
なお、彼女の失踪騒ぎは怪談として広まっているらしく、『P4G』にて陽介が友人から聞いた話として語っていた。『P4U』にもナビゲーターとして登場しており、陽介達とも合流する。
アイギス
声 - 坂本真綾
演 - ZAQ
アルカナ - 戦車 → 愚者（ワイルド）
ペルソナ - パラディオン → アテナ
武器 - 重火器
女性 / 生年月日 - 2000年9月10日 / 星座 - 乙女座 / 身長 - 163cm / 体重 - 不明 / 血液型 - 不明 / イメージカラー - 黄色
胸元の赤い大きなリボンが特徴である少女型戦闘用ロボット。「永劫」コミュ担当。アイギスは桐条グループによって、シャドウ制圧を目的として製作され2000年2月完成、同年9月10日初起動している。また、ラストナンバーでもあり最後の生き残りでもある。
ロボットでありながらも自我を与えられているため、ペルソナを召喚する能力を持っている。またロボットが故にしゃべり方が「○○であります」というロボにありがちな語尾であるが、終盤からは人間的な口調となる。また、初期は「なるほどなー」が口癖だった。そしてロボ故にストレートだったり不思議ちゃんだったりし突拍子もない行動や発言も目立つが、ドアを数分で解錠したりコロマルの考えを当てたりする謎のポテンシャルもある。ちなみに成績やテストの点数はロボだがそれほど高くない（定期テスト中はデータベースへのアクセスが禁止されているため）。
主人公たちが夏休み前の旅行で屋久島に来たのと同時に再起動、主人公の前に現れ「特別課外活動部」に加入、2学期には私立月光館学園の主人公と同じクラスへと転入し、本人も良くわかっていないままに主人公に異常な執着を見せるようになる。
ドラマCDでは威嚇射撃の空砲を撃ったり重さ300kgまで持て時速130kmまで速度を出せるなどのゲームでは見られない一面もある。
ペルソナは、貫通耐性・電撃弱点で物理攻撃・補助魔法を主に覚える。ロボットなので、召喚器は不要。
『Episode Aegis』では、この際に主人公が死亡した影響から芽生えていた感情が封じらたことが判明する。『P4U』にも登場。
コロマル / 虎狼丸（ころうまる）
声 - 高橋伸也（劇場アニメ版、『リロード』）
アルカナ - 剛毅
ペルソナ - ケルベロス
武器 - 短刀
不明 / 生年月日 - 不明 / 星座 - 不明 / 身長 - 不明 / 体重 - 不明 / 血液型 - 不明 / イメージカラー - 白
アルビノの柴犬。女性主人公の「剛毅」コミュ担当。人語を理解しており、首輪が召喚器となっている。長鳴神社の神主に愛犬として飼われていたが、神主を事故で亡くした後は野良犬として過ごしていた。神社に現れたシャドウとの戦闘でペルソナ能力が覚醒し、以降は学生寮で飼われることになる。アイギスだけは彼の意思を具体的に理解することができる。
名前は神主が「アルビノで体が弱いからせめて名前だけは強くあってほしい」という思いを込めてつけたものである。
ペルソナは、闇無効・光弱点で闇技・火炎技（順平より威力が高い）・補助魔法を覚える。
ゲーム版では鳴き声に犬のサンプリング音声が使用されていたが、劇場アニメ版・『リロード』からは声優が起用されている。劇場版では配役は非公表であったが、『リロード』発表の際に公表された。
天田 乾（あまだ けん）
声 - 緒方恵美
演 - 坂口湧久・鈴木知憲（ダブルキャスト）
アルカナ - 正義
ペルソナ - ネメシス → カーラ・ネミ
武器 - 槍
男性 / 生年月日 - 1998年6月24日 / 星座 - 蟹座 / 身長 - 140cm / 体重 - 不明 / 血液型 - AB型 / イメージカラー - 橙
月光館学園初等部5年生の少年。10歳。女性主人公の「正義」コミュ担当。あまり年相応の子供らしさを見せず大人びており、年の割には聡明で合理的な考えもできるが、基本的には子供であるために特撮ヒーローが好きなどの歳相応さは一応ある。
幼い頃に両親が離婚し母親に引き取られていたが、2年前の事故で母親を亡くし、遠縁の親戚からの援助で寮生活を続けている。
影時間への適性があるという理由、および帰省先が無く夏休み期間中に初等部学生寮に1人残るのは問題があると、夏休み期間中には主人公らの学生寮で暮らしていたが、ペルソナ使いとしての適応が認められ、天田本人の希望もあって特別課外活動部に参加する。
ペルソナは光耐性・闇弱点。電撃属性の攻撃技や回復技も取得する。なお、固有武器は槍だがネタ武器・デッキブラシを持たせることも可能。
『P4U2』にも登場し、その際は中学生になって成長した姿を見せている。
荒垣 真次郎（あらがき しんじろう）
声 - 中井和哉
演 - 藤田玲
アルカナ - 法王
ペルソナ - カストール
武器 - 鈍器
男性 / 生年月日 - 1991年8月11日 / 星座 - 獅子座 / 身長 - 177cm / 体重 - 不明 / 血液型 - A型 / イメージカラー - 臙脂色
月光館学園高等部3年生の男子。17歳。真田の幼なじみ。女性主人公の「月」コミュ担当。第一印象はやさぐれオーラ全開で不良そのものだったり、強面な上にぶっきらぼうで口数少なの無愛想ではあるが本質は情に厚く優しく、面倒見が良く気も利いている。無類の動物好き故にコロマルの面倒を見ていたり（小説版ではコロちゃんと呼ぶ）、主人公たちの兄貴的な存在でもある。また、動物映画で泣くなど涙もろい一面もある。
見た目に反して意外にも料理が得意であり、栄養バランスにもしっかり気を使う。またコロマルに特製ドッグフードを作ったり、ドラマCDや『ポータブル』のコミュ活動ではメンバーたちにも料理を出している。更に、驚きの怪力の持ち主で斧を片手で振り回すどころかバス停の標識まで「片手」で使いこなしたりするなど、喧嘩も強い。また、最強クラスの低血圧で、極め付けに寝起きが非常に悪いらしく、孤児院時代には凄まじい大音量の目覚まし時計を使用しては隣の部屋にいた真田の方が騒音で目を覚ますレベルだった。
桐条の研究員曰く、ペルソナ能力者としては「戦えるかどうかは微妙なところ」というほどギリギリのラインであり、その為に常用すると副作用で命を縮めるほどの劇薬である「ペルソナ制御薬」を服用していた。その副作用により体温調節の機能が失くなっているため、夏場でもニット帽とロングコートを着ている。また、ペルソナ制御薬等の過程で同じく制御剤を常用するストレガの一味とも面識を持っている。
真田とその妹・美紀とは同じ孤児院で育った幼なじみ。孤児院が火災になって以降は、それぞれ現在の養父母に引き取られていた。その後は妹を守れなかった事で「強くあること」という強迫観念に半ばとり憑かれた真田を側で支えるため特別課外活動部に所属することになった。
中学生の頃にペルソナ能力が覚醒するものの、2年前に起こした事件への罪悪感と負い目から特別課外活動部を脱退し休学になり、不良の溜まり場であるポートアイランド駅付近でいつも一人でたむろっていたが、天田の参加を知って再び戦うことを決意する。
とあるイベントでストレガの1人であるタカヤに銃で撃たれた事により亡くなってしまう。女性主人公の場合、ゲームの進め方によっては死亡せず意識不明状態での入院となり、最後で意識が戻ったという噂を耳にすることができる。また、ゲームの進め方によっては女性主人公と再会を果たす。
ペルソナは耐性も弱点もないが、物理系の技しか覚えない。
メティス
声 - 斉藤千和
アルカナ - 法王
ペルソナ - プシュケイ
武器 - 鈍器
女性 / 生年月日 - 不明 / 星座 - 不明 / 身長 - 不明 / 体重 - 不明 / 血液型 - 不明 / イメージカラー - 黒
『P3F』で登場。黄金色の槌を手にした黒いボディの少女型ロボット。ラストナンバーであるはずのアイギスの妹を自称する。子供のような性格であり、仲間外れにされる事を酷く嫌う。
ペルソナの召喚能力を持っており、戦闘時には蝶のような赤いバイザーを下ろす。
実はアイギスの半身で、アイギスの精神の一部でもある。とある理由から切り捨てられた「アイギスの心の影」である。また、メティス本人も物語の終盤まで自分の正体には気付いておらず、本当にアイギスの後継機だと思い込んでいた。
ペルソナは本編の荒垣と同じく弱点も耐性もない。技は物理、氷結、疾風が中心で魔力より力の方が高い。

### ストレガ
ネット上に復讐代行サイトを開き、それに書き込まれた依頼を影時間を利用して行っている謎の集団。影時間の中で象徴化を強制解除する術を持っているようだが、詳細は不明。
メンバーは元々孤児で、桐条グループの研究員によって人工的に生み出されたペルソナ使い。当初100人ほど集められた被験者達の生き残り。
主人公達と違い、「ペルソナを飼いならせない」ため、特殊な薬でペルソナ能力を抑制しており、薬が切れるとペルソナが本人に襲ってくる。作中で本名は明らかにならないが、公式設定資料集にて判明している。
タカヤ / 榊貴 隆也（さかき たかや）
声 - 神奈延年
演 - 西山丈也
アルカナ - 運命
ペルソナ - ヒュプノス
武器 - 銃（S&W M500）
ストレガのリーダーである男子。髪を長く伸ばし無精髭を生やした細身で上半身裸にタトゥーという異様な風体をしている。
刹那的・虚無的な思想を持ち「今この瞬間だけを生きる」及び「死こそが救いである」と思っている。
他のペルソナ使い達と違い、召喚器を使わずにペルソナを呼び出すことができ、その際には頭を抱えて苦しがるようなポーズを取る。また、両腕のタトゥーは人工ペルソナ使いの失敗作の体に浮き出る「烙印」と呼ばれるアザを装飾したもの。
異様な見た目と言動から狂信的なものを感じ取ることができる人物でもあるが、彼は後に「ニュクス教」と呼ばれるカルト教団の教祖として祭り上げられることになる。
ジン / 白戸 陣（しらと じん）
声 - 小野坂昌也
演 - 松本祐一
アルカナ - 隠者
ペルソナ - モロス
武器 - 手榴弾
ストレガの一員である少年。常にアタッシュケースを持っており、関西弁を話す。武器調達と復讐サイト運営を担当。
タカヤを信奉し、常に行動を共にする。ネットでは有名なカリスマハンドルらしく、風花もその名を見たことがあった。
ノベル版ペルソナ3「シャドウクライ」では実質主人公として登場している。
チドリ / 吉野 千鳥（よしの ちどり）
声 - 沢城みゆき
演 - はねゆり
アルカナ - 刑死者
ペルソナ - メーディア
武器 - 鎖つきの斧
ストレガの一員である少女。白いゴスロリに身を包み、端正な顔立ちをしている。
主に情報収集を担当し、自分の生命力を分け与えることで枯れた花を蘇らせたりするような癒しの力を持っている。
タカヤとその思想に依存していたが、順平との出会いによって少しずつ変わっていき、順平に心を開くようになる。順平がタカヤに撃たれて死亡した際、自分の全生命力とペルソナ能力との引き換えに順平を生き返らせた。
『FES』・『P3P』・『リロード』では進め方によっては死亡後に復活するが、ペルソナが発現して以降の記憶は失われている。ただ、ストレガの3人に共通的な身体の不調も無くなっており、余命が数年ということも無くなっている。
イズミ
小説「シャドウクライ」に登場。黒いトレーニングウェアに顔の上半分を隠すほどの前髪、前髪に隠れた額から左まぶたまである傷跡が特徴の男性。
ジンとは親友であり、同居人の看護師とその娘がいる。はがくれでアルバイトしている。性格は外見とは裏腹に社交的。それ故か、同居人の娘からも「パパ」と慕われている。
ペルソナ使いとしての適性は低く、それ故に召喚器はナイフ型。更に召喚したペルソナも明確な形や由来する名前を持っておらず、形状は「黒いガス状で人型をしている」という程度。イズミはこのペルソナを「名無し」と呼ぶ。また、ペルソナ抑制剤は同居人の看護士が個人的なつながりで薬剤師に調合したものであるらしい。
施設から脱走した人工ペルソナ使いの一人。人工ペルソナ使いのタルタロス探索の際に深手を負うが天田の母に助けられ一命を取り留める。その後しばらく港区から離れていたが、同居者の転勤により再び港区へ舞い戻る。最終的には生への執着から狂気に染まってしまい、ストレガによって始末され死亡した。

### 大型シャドウ
主人公が巌戸台に訪れて間もなく、一定の周期で野外に出現し始めた12体の大型のシャドウ。
建物や車両を占拠し、建物内の人間の精神に影響を与え、時に機能の支配ないし干渉を行っている。また出現が近くなると後述の影人間の増加がピークになり、倒すと彼らの症状が回復する。
出現理由は当初は不明だが、後にある人物によって明かされる。
マジシャン
アルカナの魔術師の名を冠する、大量の黒い「腕」のみによって構成される大型シャドウ。
うち数本が「足」代わりに素手で体を支え、一本が仮面を手に、残り全てが細いナイフを手にしている。
主人公が初めてペルソナ能力を発現させるきっかけとなった。通常の戦闘は起こらず、主人公のペルソナ「オルフェウス」が変異した「タナトス」に体をちぎられるようにして倒される。
プリーステス
アルカナの女教皇の名を冠する、髪の毛で周囲を覆うように這わせその場に座り込む巨大な女の姿の大型シャドウ。
モノレールを占拠し、乗り込んだ主人公らを車両内に閉じ込めた。また、モノレールを発進させるなど、機械が動作しない影時間の中でも機械を操作できるという特殊能力を持つ。
プリーステスはモノレールの先頭車両に腰を下ろしているため、時間制限内に各車両を通って先頭車両にたどり着き討伐しなくてはならない。
エンペラー、エンプレス
アルカナの皇帝・女帝の名を冠する、ブリキの玩具を思わせる姿の2体の大型シャドウ。
戦闘ではそれぞれ物理攻撃、SP消費攻撃を行い、「パラダイムシフト」という特殊コマンドによって耐性・弱点を変質させる。
ハイエロファント
アルカナの法皇の名を冠する、背凭れが女性の身体になった椅子に座る太った男の姿をした大型シャドウ。他にも2体の式神を侍らせている。
背徳的かつ堕落的なイメージを漂わせる。シャル・ド・フルールというラブホテルに「ラヴァーズ」と同時に出現し、自身が倒されると同時に部屋を封鎖してラヴァーズの幻影の中に落とした。
ラヴァーズ
アルカナの恋人の名を冠する、赤いハート形の容器が羽を生やしたような姿の大型シャドウ。
ラブホテルを支配し、乗り込んだ主人公たちに催眠をかけて「享楽に身を任せよ」と精神に干渉しようとする。建物を支配するのに鏡に干渉しているが、この鏡は人物を写さないという特徴がある。
上記から分かる通り、戦闘でも魅了系の強力な精神攻撃を行ってくる。
チャリオッツ、ジャスティス
アルカナの戦車と正義の名を冠する、街の地下に出現した2体の大型シャドウ。
ある人物の持つ10年前のデータベースにより出現場所が特定される。合体して戦車のような形を取るため、倒すためには分離された状態でなくてはならず、さらに一方だけ倒していても、もう一方に蘇生させられてしまう。
ハーミット
アルカナの隠者の名を冠する、灰色の鬣をたなびかせ細長い手足を地面に埋め込んだ機械的な姿の大型シャドウ。
ポロニアンモールにあるクラブ「エスカペイド」の地下区画に根を下ろしていた。「根（手足）」から電力を吸収しており、クラブ内の電力を消費する。戦闘時には主に電撃系の攻撃を行い、手足から吸収した電力を「充電」した後、「ギガスパーク」という大技にして放つ。
フォーチュン、ストレングス
アルカナの運命と力の名を冠する、スフィンクスをかたどった機械仕掛けと美女の姿をした2体の大型シャドウ。
フォーチュンは「運命のルーレット」という特殊コマンドを行い、この結果がプレイヤー側・敵側の両方に影響を及ぼす。ストレングスは物理攻撃を得意とし、戦闘開始直後に能力でフォーチュンへの攻撃を不可能にする。
ハングドマン
アルカナの吊られた男の名を冠する、プロペラ付き十字架に吊るされて飛行し首から上が前後逆に生える異質な大男の姿の大型シャドウ。
基本的に空中に浮いている状態のため、攻撃を加えるにはとある方法で地上に落とさなくてはならない。

### 月光館学園の学生
伏見 千尋（ふしみ ちひろ）
声 - 前田愛（無印） / 遠藤綾（『リロード』）
真ん中分けのロングヘアに眼鏡の月光館学園高等部1年生の女子生徒。男性主人公の「正義」コミュを担当している。
知的で大人っぽい印象を受けるが肝心なところでドジを踏むクセがある夢見がちな文学少女で、内向的な性格で他人との交流が苦手。少女マンガや文学作品を好み、マンガのヒロインのように内向的な自分も変わることが出来たらと思っている。ちなみに数学と犬も苦手らしい。
特に男性に苦手意識があるものの、コミュを進めると主人公に対して好意を抱くようになる。
生徒会会計は自分が休んでいる時に勝手に決められたが、美鶴からは信頼をおかれている。
2年後が舞台の『ペルソナ4』では、修学旅行で訪れたペルソナ4一行を月光館学園の生徒会長として出迎える。以前よりも凛とした美しさを纏ったその佇まいには、2年間で美しく成長を遂げており、花村陽介から「俺史上、空前のメガネ美人」と称された。なお、肝心なところでドジを踏むクセは変わらず健在である。『ペルソナ4』では劇場アニメ版と同じ前田が音声をあてている。
森山 夏紀（もりやま なつき）
声 - 小松由佳（無印） / 種﨑敦美（劇場アニメ版、『リロード』）
風花のクラスメイトのガングロギャル女子。風花をいじめていたグループの一人。ガングロギャルな見た目とは違い、制服はきちんと着ている。
タルタロスに迷い込んだところを助けられて以来、風花と親友になるが父親が病気で倒れたため転校することになってしまう。だが、彼女の存在は風花にとって確かな心の支えとなる。
彼女曰く「風花は自分と同じ」であり、家庭環境に際しても同じで自分に全く興味を持ってもらえない境遇だった（このことは転校間際に風花に打ち明けている）。
友近 健二（ともちか けんじ）
声 - 野島健児（無印） / 羽多野渉（『リロード』）
茶色のくせ毛ショートへアの主人公のクラスメイト。男性主人公の「魔術師」コミュ担当。
性格は伊織と同レベルのお調子者で「レッツ・ポジティブ・シンキング!」を体現した人物でもある。
順平からは「ともちー」と呼ばれる。また岩崎とは幼馴染でもあり、友近曰く「家族と思っている」＆「ラーメン並みには好き」らしい。
転校間もない主人公に声を掛けて、「はがくれ」にラーメンを食べに行き交流が始まる（その後も帰るとほぼ「はがくれ」に食べに行く）。
「同学年女子」に興味がなく「年上の女性」が好き。それ故に教師のエミリに憧れており、告白して結婚まで考える始末だが、後に自分との事が本気の恋愛ではなかったと発覚した際に酷く落ち込んだ。その際、傍で励まし応援してくれた主人公に対して親友と思うようになる。また、懲りていないらしくその後も相変わらず年上の女性を追っかけまわす日々で、新しく女性教師が3人赴任してくるという情報を上機嫌で知らせてくる。
『FES』・『P3P』では来年度から妹が入学してくるらしいことが明らかになる。
宮本 一志（みやもと かずし）
声 - 私市淳（無印） / 宮下栄治（『リロード』）
主人公のクラスメイト。男性主人公の「戦車」コミュ担当。運動部（陸上、水泳、剣道のいずれか）の部活仲間。
西脇とは幼馴染で「ミヤ」と呼ばれている。また、他校のエースである早瀬護のことをライバル視している。
典型的「古き良き体育会系キャラ」を地で行き、一にも二にも「根性」という言葉を口にする。それ故かジャージ好きなのか動きやすいからなのか、授業中でもプライベートでも常にジャージ姿である。それをクラスメイトの友近から突っ込まれることも多々ある。
同じように足を怪我している甥っ子の為に少々無茶をして練習した事でオーバーワークが祟り、足を怪我してしまう。諦めずに痛む足を押して部活動をこなしたが隠しきれなくなるが、自分が我侭を貫くことで周囲が振り回されていくことを由とせず、部活を断念してリハビリに専念し、リハビリの中で甥っ子と競争する等して励ますことが出来た為、「結果オーライ」となった。女性主人公の場合でもオーバーワーク由来で足を負傷しており、夏休み中の大会には参加せず、湯治のために西脇と八十稲羽の天城旅館に宿泊している。
『FES』・『P3P』では修学旅行に際してもジャージ姿で登場する。
岩崎 理緒（いわさき りお）
声 - 早見沙織（ドラマCD版）
『P3P』で登場。女性主人公の「戦車」コミュの相手となる。テニス部またはバレー部の2年生のリーダーとして登場する。
友近とは幼馴染でもあり、家族のような関係らしい。コミュを進めることで彼との関係を見つめなおしたりする。
真面目かつストイックな性格であり、真面目かつ積極的に部活動をしている。
顧問のエミリはやる気が無く全く部活に顔を出さないため、実質的な監督の立場にあり厳しく指導しているが、彼女についていけない部員も多く温度差もあり、部活をボイコットされてしまう。コミュを進めることで、部員との関係を見つめ直す。
P3Pの公式ファンブックのデザインラフによれば美鶴と同じくらいの長身である。
小田桐 秀利（おだぎり ひでとし）
声 - 三浦祥朗（無印） / 松風雅也（『リロード』）
オールバックにちょろっと前髪が特徴の生徒会副会長と風紀委員を務める男子生徒。「皇帝」コミュ担当。
性格は生真面目かつ超がつく頑固で融通が利かない上に権力志向もある。それ故に規律や秩序を好む。平賀とは小学校頃辺りからの幼馴染らしく、修学旅行で会話している様子がある。
生徒会に入会すると交流が始まるが、その性格ゆえに学内の喫煙事件にも強引な尋問等を行ってしまい、周囲から批難の声が挙がり、生徒会内でも次第に孤立を深めていく事になる。
それには彼の父が会社から「トカゲの尻尾切り」を受け、冤罪をかけられ現在も服役しており、"弱者は切り捨てる"という考えに行き着いたからである。当初は警察官志望であったが、後に将来教職を目指すことを主人公に打ち明けている。
西脇 結子（にしわき ゆうこ）
声 - 佐藤聡美（無印） / 加藤英美里（『リロード』）
紺色の髪と褐色肌が特徴の主人公が入部する男子運動部の女子マネージャー。男性主人公の「剛毅」コミュ担当。
面倒見がよく、子供好きな性格をしている。また、岳羽ほど極端ではないが怖いものが苦手な模様。
宮本とは幼馴染であり、私生活がだらしない宮本の面倒をよく見ているらしい。また、互いに相手が見つからなかったら最終的には宮本と結婚するかもしれないとも語っている。
中学時代にバスケ部のイケメンに告白されたらしいが、二股をかけられていたために自責もないのに二名の女子に嫌われていた。好みの男性のタイプは「線が細いけど運動神経も良い男（まさに男主人公）」と合宿で語っている。
『P3P』で女性主人公を選んだ場合は岩崎の友人として運動部にたびたび姿を見せ、夏休みに開催される他校交流合宿（『ペルソナ4』の八十神高校。宿泊先は天城旅館。）にも宮本と共に顔を出す。
平賀 慶介（ひらが けいすけ）
声 - 立花慎之介（ドラマCD版） / 井口祐一（『リロード』）
月光館学園高等部3年生。男性主人公の「運命」コミュ担当。文化部（写真部、管弦楽部、美術部）部長。小田桐とは幼馴染らしい。男主人公を弟のように思っている。
大きな病院の跡取り息子で、親に医者になるように決められ、それを不満に思っていたが、子供の頃から他人の心配ばかりするろいう医者の性を持って生まれたため、最終的には医者を目指すことになる。
かなり芸術の才能があるようで、コンクールで入賞するなどの腕前と活躍も見せているが、優勝ではなく審査員特別賞ということでそれも進路を再考するきっかけになっている。
『P3P』では女性主人公を選択した場合はコミュキャラから外れ、修学旅行や他の人物のコミュでゲスト登場し「優しそうな上級生」名義となる。
行く先々で人が倒れる場面に遭遇する体質をしている。
ベベ / アンドレ・ローラン・ジャン・ジェラール
声 - 菅沼久義（ドラマCD版） / 市来光弘（『リロード』）
ブロンドのマッシュヘアに細身が特徴のフランスからの留学生。ファッション同好会会長。「節制」コミュ担当。
大の親日家であり、叔母の援助を受けて単身日本へと渡って来たが、叔母が急死してしまい、留学を良しとしない叔父に帰国を強要される。そして叔父に自分で作った着物を見せて日本の魅力を伝えようと思いつき、主人公と再会の約束をして一時帰国する。
帰国した後、実は叔母だけではなく叔父や近所の人たちも自分を援助していてくれていたことを知り、さらに再び日本に戻ることを快く許してもらうが、これ以上迷惑をかけることはできないと考え、フランスに残っていつか自分の力で日本に戻ることを決意し、そのことを主人公に手紙で伝えている。
CDドラマ「A CERTAIN DAY OF SUMMER」では、風花のお手製料理の犠牲者になっている。
末光 望美（すえみつ のぞみ）
声 - 落合福嗣（『リロード』）
チョロっと伸びた三本前髪にふくよか体系と下膨れ系の顔が特徴の男子生徒。男性主人公の「月」コミュ担当。口癖は何故か「エマージェンシー（緊急事態）!」。
美食家で当初は自称「グルメキング」。商店街の様々な店を食べ歩き、アドバイスしたりしている。周りからグルメキングと呼ばれており、食にしか興味がないようで主人公にある程度の魅力がないとコミュが発生しないレベルである。
カルト教団というか、エセ宗教に入信し、腕のいい勧誘員として入信者を集めて教団に寄進させていたが、最後はカルトを抜け主人公にグルメキングの認定カードを譲位するとフードライターになること、および三代目グルメキングとして返り咲くことを決意する。「FES」では本が出版されることが判明したり、商店街に銅像が建つという話があったりする。
かつて二卵性双生児の弟がいたが、外見も能力も弟のほうが上で比較されて望美は劣等感を抱いていた。ある時、兄弟で買った肉まんのうち弟のものだけ加熱不良で結果的に弟が死亡する事故があり、肉まんは好物と共にトラウマでもある状態になっている。また生前から比べられることが多かったことが原因で弟の話題になると腹を下したりパニックを起こす。また、劇中では食べた物を吐くという過食症の過食嘔吐らしき部分もある。
長谷川 沙織（はせがわ さおり）
『P3P』で登場。月光館学園高等部2年生。女性主人公の「隠者」コミュ担当。落ち着いた容姿の19歳。保険委員か図書委員に所属すると出会うことができる。
月光館学園高等部2年生だが、海外留学をしていて留年しているので年上である。留年していることもあって同級生と上級生から「さん」付けで呼ばれていることに悩んでいる。
よく言えば博愛、悪く言えば周りに流されやすいという性格をしており、気づかないまま事件に巻き込まれるが、主人公に背中を押されて校内放送で自分の潔白を校内の人達に伝えることで立ち直る。その後は携帯電話で録音していた校内放送のデータを女性主人公に託し、転校していった。
過去に叔父に親愛以上の感情を抱いていたらしく、結果的にそのことで追い詰めたことが原因で叔父が自殺してしまい、今でもそれを深く悔いている。

### 月光館学園の教員
鳥海 いさ子（とりうみ いさこ）
声 - 小松由佳
主人公の担任。現代文の教師であり国語科主任。目鼻立ちがはっきりしている知的にも見える美人で美少年とケーキが好き（但しモンブランは嫌い）。
見た目は知的に見えるのだが、サボりの人間の席に転校生を座らせるなど、かなり大雑把を超えていそうな性格をしている。本人曰く「クラス内の存在は弱肉強食を然として争われる物」という考えからの行動であるらしい。
教師仲間の中では英語担当の寺内とは仲がよく一緒に雀荘へ行ったりするらしいが、妙な麻雀用語を教えている模様。また、古文の江古田先生とは犬猿の仲で倫理の叶先生からは女として負け組扱いをされている。ちなみに、ポートアイランド駅前で田中社長にバカにされてケンカしたこともある。
上記のように美人故、子供の頃はお人形さんみたいと言われていたらしく、小中高の学生時代は本人曰く「そこそこにはモテていた」らしい。
教師の仕事自体は憧れた職業でありやる気は持っている。
実は男性主人公の「隠者」コミュのY子の正体であり、教師でありながら度々主人公への好意を漏らしている。なお、Y子は『デジタル・デビル・ストーリー』の登場人物の白鷺からであり、Y子が男性主人公につけるハンドル名のN島は主人公の中島からである。ちなみに欧米版では「Maya」と「tatsuya」になる。元ネタは「ペルソナ2」の周防達哉と天野舞耶から
江戸川（えどがわ）
声 - 中尾みち雄（ドラマCD版） / 宮坂俊蔵（『リロード』）
ボサ髪に無精髭で眼鏡の地味目な保健室の先生兼保健体育のオカルト系男性教師。アルジャーノンというペットのネズミがいる。
学校でも不気味なオカルト先生として有名でそれ故にオカルト知識の授業を受け持つが、中身は「マニアックとしか説明しようの無い魔術講座」。
主人公が疲労・風邪の時に保健室に行くと、怪しい薬を貰って飲むと勇気が上がるが、疲労・風邪は快復しない（『FES』・『P3P』では断ると別の薬を貰える）。
授業は保健体育授業とは逸脱した魔術講座を行い、その辺りのマニアックさから人気を呼んでいる。夏休みの補習期間に聞けるタロットに関するイロハは一聴の価値ありらしい。
また、授業中に質問に答えられないと様々な霊的ペナルティを与えられる（言うだけ）。内容は「オーラが茶と水色のチョコミント柄に」「校長のカルマを一年分転載」「"プチ"を使うと不吉」「桶狭間で死んだ武士が守護霊に」等など。
友近は『保健の先生』が女でなく更に言えば江戸川である事について「5万歩譲って男だとしても、アレはない」「アレ、保健室サボり撲滅作戦」「アレが保健室とは認めてない」と発言している。
なお、2年後が舞台の『ペルソナ4』にもゲスト出演し、相変わらずマニアック極まりない講義を炸裂させてくれる。実はそれが真エンドへのヒント的なものでもあるというおまけ付きである。
CDドラマ「A CERTAIN DAY OF SUMMER」では、姿は見せないが保健室で「奇っ怪な薬」を作っている一幕が見られる。アイギス曰く、原材料は「ハイチ原産」らしい。
モデルは「女神異聞録ペルソナ」の黒瓜くん、サマナーの磯野刑事と同じくアトラスのライター磯貝正吾氏。授業のテキストも磯貝氏本人が書いている。
江古田（えこた）
声 - 田の中勇（無印） / 宮園拓夢（『リロード』）
風花の担任であり、古文担当の教師。良くも悪くも日本人的気質を体現したことなかれ主義の今風のダメ教師。
古き良き日本を好み、それ故に修学旅行を京都に決定したことから生徒たちに恨まれているらしい。
風花の両親を説得し、長期の休みの理由が行方不明のところを病欠として学校に報告したが、その後は桐条パワー（順平談）で減棒になっている。
『P3P』にて長谷川沙織が雑誌に載った際に、その情報の真偽をろくに確かめもせず停学処分にしている。また、同コミュにおいて主人公担任の鳥海や長谷川担任の大西との関係もよくないことが分かる。
叶 エミリ（かのう エミリ）
声 - 住友優子（『リロード』）
倫理担当の小柄で巨乳な美形の女性教師。友近の想い人で、コミュを進めると友近が告白することになる。
巨乳であるがY子によれば胸はパットらしく、走ると胸が4つになるらしい。また、手を出す相手には口を半開きにして上目づかいで迫るらしい。
その実態は友近のやる気を引き出して進学させることも目的であって、本命の彼氏は別にいる。最終的に彼氏の転勤に伴い九州へ転勤し、転居後に本命彼氏と挙式予定。
『P3P』では女性主人公の場合、テニス部orバレー部の顧問として登場するが、さほど熱心ではない。
大西（おおにし）
声 - 吉川未来（『リロード』）
化学担当で長谷川の担任。眼鏡をかけている女性。やや男性のような語り口をする。
博識で理知的な雰囲気を漂わせているが、化学の「実験をやる瞬間」がたまらないという、少し危ない感じも併せ持つ。
化学担当だからか幽霊や魔術などの非科学的なものを嫌うようで、同僚の江戸川をライバル視しているらしい。
小野（おの）
声 - 中村光樹（『リロード』）
二年の歴史担当。婿養子のため名字が小野になっており、本来の名字は「祖父江」。日本かぶれの留学生・ベベとは仲がいい。
常に戦国時代の兜をかぶり授業にのぞむ他、使っているPC用のUSBメモリーは刀の「柄」を模した特注品らしい。また、主人公が戦国時代に情熱があると分かると兜を分けてくれる。
戦国時代は情熱的な授業になるがその他の時代はやる気が無くなり、常に戦国時代を教えたいと口に出す。ただし、鎌倉など侍が出てくるとやる気が出るらしい。特に、独眼竜こと伊達政宗の話になるとエンドレスで話が続くらしく、その勢いたるや岳羽ゆかりから「もはや伊達家のストーカー」と称される。
本作の2年後の『ペルソナ4』の舞台である八十神高校にいる世界史担当のカーメン先生こと祖父江が妹で、同じ被り物系教師であるが妹からは「つまらぬサムライ」と評されたり、あまり仲良くないらしき発言をされている。直接は登場しないが、修学旅行でペルソナ4一行が月光館学園を訪れた際の特別授業で1年の巽完二らに特別授業を行ったらしいことが語られている。
小野が兜をかぶったキャラなのはデザイナーのスタッフに熱狂的な鎧マニアがいて、いつの間にか兜をかぶったデザインにしてしまっていたから。
竹ノ塚（たけのづか）
声 - 山本兼平（『リロード』）
千尋の担任で物理担当。45歳で真ん中分けの髪で色黒の男。ルーズでせっかちな性格であり、すぐに黒板を消す癖がある。
小野の着用している兜を何故か「素晴らしい物体X」と言っており、物理の教師故かその物理的有用性を説いてくれたりする。
性格はルーズで、そのルーズさたるや千尋から預かった生徒達からの集金を帰りのタクシー代に使い込んだ挙句、それをやったことすら失念しているほど。この件が元で千尋が校内の生徒達から盗みをやったと疑われてしまい、後に竹ノ塚自身も美鶴の逆鱗に触れることになるが、処分に関しては不明。
その一方で、運動部の宮本一志が足を負傷したことに気付いた際は一方的に部活を禁止せず、怪我が悪くならない範囲でなら許可するなど、柔軟で人情味のある一面も見せている。
『P3P』では男性主人公の場合、運動部の顧問になっている。
寺内（てらうち）
声 - 斉木美帆（『リロード』）
二年の英語担当の女性教師。英語と日本語を混ぜた独特の話し方をする。また順平を「イオーリ」or「ジュンぺ」と呼ぶ。
海外への留学経験がある女性でインドで知り合ったイギリス人宣教師と国際結婚しているらしい。
時々同僚の鳥海に誘われて麻雀をやっているが、成績は散々とのことである（初心者なのをいいことに鳥海先生にカモられているのが主な要因）。また「運命という名のフォーチュン」という名言もとい迷言を発し、鳥海を引かせた事がある。
宮原（みやはら）
声 - 小川一樹（『リロード』）
レンズの小さい眼鏡にげっ歯類を彷彿とさせる歯とアフロの髪型が特徴の女性数学教師（英語では''Ms.Miyahara''と表記されているため女性である）。顔よりも大きく見えるアフロはちゃんと地毛であるらしい。そして常にデカい三角定規を両手に持っている。
数学教師だからか数学を「美しい」と称賛するが、その割には時々「独自の解釈」が入るため数式が頓珍漢な方向に転がる。
ブルマン / 青山（あおやま）
ペルソナ倶楽部P3によると体育教師の男性。名前はあるが劇中には直接登場しない。
冬の時期でも女子にブルマのみの着用を強要しセクハラ発言までしているとして、女子生徒から嫌われている。
5月18日の影時間の前後、仕事帰りに看板が落ちてきたため入院する羽目になったという。この一件にはれっきとした犯人がいて、前掲書によると下手人はストレガ。黒幕はおそらく復讐サイトに依頼した月光館学園女子の誰かだと思われる。
校長
声 - 戸谷公次（無印） / 杉野田ぬき（劇場アニメ版） / 小川一樹（『リロード』）
名前通りの学園の校長先生で典型的なダメ校長。話し好きで話が長い為、生徒たちに嫌われている。
生徒からの信頼が厚く演説にも定評のある美鶴にライバル心をもっている節があり、劇中で朝礼時の演説などの話の長さに拍車が掛かっているのはそのせいであるらしい。
2年後を舞台とする『ペルソナ4』でも登場し、あいかわらず話が長い。

### 街の人々
神木 秋成（かみき あきなり）
声 - 神谷浩史（ドラマCD版） / 野島裕史（『リロード』）
「太陽」コミュ担当。灰色のミディアムボブの髪と黒と灰色の縞柄の服が特徴の不治の難病で余命がわずかな少年。
長鳴神社の傍にあるベンチに佇み、神社で遊んでいる舞子とは顔見知り。主人公は彼女を通じて彼と知り合う。その後は主人公との交流で、生き物は死んだ後に生きた意味が分かるというテーマが込められた『ピンクのワニ』の絵本を書き上げる。なお、「太陽」コミュの最後では彼の幽霊と合うことになる。
『ペルソナ4』では菜々子のコミュで『ピンクのワニ』の本が読まれている。
大橋 舞子（おおはし まいこ）
声 - 折笠富美子（無印） / 河野ひより（『リロード』）
「刑死者」コミュ担当。赤いランドセルを背負ったデコだし二つお団子ヘアが特徴で、明るく活発な性格である小学二年生の少女。
塾帰りに公園で遊んでおり、主人公からドリンク剤をプレゼントされると交流が始まる事になる。好きなものはモロナミンGとオクトパシーのたこ焼き。
両親は娘の教育方針で大きく揉めてしまい仲が悪く離婚寸前らしく、その胸の内を主人公に告白している。それが原因で情緒不安定にもなっていた。後に家事が苦手だからと言う理由で母親について行き引っ越す。
主人公に好意があり、将来結婚してくれるよう言ったりビーズの指輪をあげたりしている。そんな彼女の夢は早く大人になって主人公のお嫁さんになること。
また、『ペルソナ倶楽部P3』と『P3Pファンブック』では小学4年生となっている。
北村 文吉（きたむら ぶんきち）、北村 光子（きたむら みつこ）
声 - 矢田耕司、織田芙実（ドラマCD版） / 龍田直樹、高木早苗（『リロード』）
「法王」コミュ担当。古本屋の「本の虫」の店主。店にはマニアも驚くお宝漫画があるらしい。陽気で人懐こいが少々ボケ気味の文吉爺ちゃんと優しいしっかり者の光子婆ちゃんの老夫婦。
数年前に月光館学園の教師を勤めていた息子を交通事故で亡くしており、主人公を孫のように可愛がっている。
P3Pにて、姓は「北村」である事と今年で80歳になることが明らかになる。
たなか社長
声 - 島田敏
「悪魔」コミュ担当。少し癖のあるショートヘアに太目のアホ毛の前髪に胡散臭そうな顔と雰囲気をした大手通販会社「時価ネットたなか」社長。オネエ言葉で話す他、独特の経営理念の持ち主でユーモラスな部分もある。
社長故に魅力を上げないとコミュが起こらず、主人公をタレントとして売り出そうとし勧誘している。また、鳥海先生を馬鹿にし喧嘩したことがある。最後は身寄りのない子供の支援のために寄付をすることを決意していたが、改心したとかインチキ商法をやめたとかそういったことは一切無く、変わらず悪徳商法による経営をし続ける清々しさすらある人物。
かつては苦学生であり、新聞奨学生からハングリー精神と負けん気の強さで現在の地位まで登りつめた経緯をもつ苦労人。ちなみに、身なりこそ普段は丁寧だが、自宅では毛玉付きのスウェットを着たりと気を抜いているらしい。
FES・P3Pや映画『Persona3 The MOVIE』にも登場し、2年後となる『ペルソナ4』でも「時価ネットたなか」は健在。『ペルソナ4・ダンシング・オールナイト』ではアイテムの中に「たなか社長のマスク」がある。P5の「闇ネットたなか」や老けていないたなか社長似のサングラスをかけた男が出てくるが、たなか社長もしくは社長の関係なのかは明確に書かれてはいない。
無達（むたつ）
声 - 佐藤正治（ドラマCD版） / 青森伸（『リロード』）
「塔」コミュ担当。「クラブ エスカペイド」に通い飲んだくれている生臭坊主というか最早破戒僧。説法や説教が好き。
昔は普通のサラリーマンだったが、妻と息子に三行半を突きつけられたことから実家の寺稼業（無達曰く小さなお寺）を受け継いでいる。後に探偵に家族を探させ、謝ってやり直すために街を出ていく事になる。
『FES』では妻とよりを戻すことに成功したらしく、『P4G』では彼の弟である無門が登場している。
早瀬 護（はやせ まもる）
声 - 梅原裕一郎（『リロード』）
男性主人公の「星」コミュ担当。宮本にライバル視されている。剣道、陸上、水泳のいずれかで競技で負けたことがない、他校のエースで全国レベルの実力のある少年。
しかし、あまりに優秀すぎて周りとの温度差が生まれてしまい、孤独感を感じていた。母子家庭で母親が病気になり、将来を渇望されつつも就職を選ぶ。父親は交通事故死しているらしい。
黒沢（くろさわ）
声 - 田中大文
ポロニアンモールにある辰巳東交番の巡査。一般人であるが影時間を知っており、主人公たちに出所不明の装備品を提供するなど協力してくれる（『P3P』においてはアクセサリーも）。
10年前に真田や荒垣のいた孤児院が火事を起こした際、真田を助けたのが彼である。『FES』までは夜は見回りのため不在だったが、『P3P』では夜でも販売するようになった。

### ベルベットルーム
イゴール
声 - 田の中勇（無印） / 島田敏（『リロード』）
黒目が小さい丸く大きな目に長い鼻と白髪、胴や手足が妙に長いという妙な姿の老人。その実態はペルソナの合体を行うベルベットルームの管理者。
今作から設定が大きく変更され、前作までのフィレモンに近い立場のキャラクターとなっており、ペルソナに関しての情報やシナリオの進行を促す役目を担う。
エリザベス
声 - 沢城みゆき
演 - 小坂りゆ
アルカナ - 不明
ペルソナ - スルト、ジャックフロスト、トール、クー・フーリン、メタトロン、アリス、ネビロス、マサカド、ピクシー
武器 - 本
女性 / 生年月日 - 不明 / 星座 - 不明 / 身長 - 不明 / 体重 - 不明 / 血液型 - 不明
エレベーターガールの格好をしたベルベットルームの住人。テオドアの姉で、マーガレットの妹である。姉と同じく、弟に買い物をするように頼んだりしている。
主人公に様々な依頼やペルソナ全書を受け持っている。男性主人公の場合は彼女で固定されているが、女性主人公の場合はテオドアとの選択制になる。
最強クラスのペルソナ使いであり、隠しボスとして主人公と戦うことになる。様々なペルソナを召喚するが、ある条件を満たしていると想像を絶する威力を誇る魔法「メギドラオン」を繰り出してくる。
名前の由来は映画『フランケンシュタインの花嫁』に登場するエリザベスから。
テオドア
声 - 諏訪部順一
演 - 汐崎アイル
アルカナ - 不明
ペルソナ - ウリエル、ラファエル、ガブリエル、ミカエル、サンダルフォン、リリス、ベルゼブブ
武器 - 本
男性 / 生年月日 - 不明 / 星座 - 不明 / 身長 - 不明 / 体重 - 不明 / 血液型 - 不明
『P3P』で登場。ベルボーイの格好をしたベルベットルームの住人。愛称は「テオ」。エリザベスとマーガレットの弟であり、末子にあたる。
エリザベスと同じく、主人公に様々な依頼やペルソナ全書も受け持っている。男性主人公の場合は登場しないが、女性主人公の場合はエリザベスとの選択制になる。
なお、姉二人からは日常的に酷い扱いをされており、パシリのようなこともやらされている。
エリザベスと同じく、最強のペルソナ使いであり、隠しボスとして主人公と戦うことになる。エリザベスと同じく、様々なペルソナを召喚するが、ある条件を満たしていると想像を絶する威力を誇る魔法「メギドラオン」を繰り出してくる。
なお、「エリザベスの男版」という立場であり、開発初期に「男エリザベス→エリお→エリオット」などで呼ばれていた。いくつかの名前候補の中から「テオドア」となった際に通称があるということは「誰かがテオドアをテオと呼んでいる」ということになったという。
マーガレット
声 - 大原さやか
ペルソナ - ジコクテン、ゾウチョウテン、コウモクテン、ビシャモンテン、アラミタマ、ニギミタマ、クシミタマ、サキミタマ、ピクシー
『P3P』で登場。エリザベスとテオドアの姉であり、『ペルソナ4』に登場するベルベットルームの住人。
エリザベスとテオドアが好意を寄せる主人公を気に入らない様子であり、『ペルソナ4』とは異なる高圧的な口調をする。

### その他のキャラクター
ファルロス
声 - 石田彰
演 - 植田圭輔 / 中西智也
癖毛のショートへアに目の下の泣き黒子と囚人服姿が特徴である謎の少年。手を後ろに回している事が多い。
時折、影時間に主人公の前へ現れ、主人公の中に居ながらシャドウや人間を感知する能力があり、また幻としてであれば外に出ることが出来たりテレパシーのように声を送ることが出来たり色々な力を持つ。過去の記憶を失っている一方、ペルソナの生まれる「心の海」と深いかかわりがあるらしい。
記憶を封印して望月となるが、ドラマCD「Full Moon」によると「この時点の主人公では敵わない相手だった」ためにイレギュラー的に力を貸したとのこと。
名前の由来はカール・グスタフ・ユングが幼少時に見たという“ファルロスの王”から。
望月 綾時（もちづき りょうじ） / ニュクス・アバター
声 - 石田彰
演 - 植田圭輔
オールバックに二本の逆立つ前髪に左目の下にある泣き黒子、黒い縁取りの黄色いマフラーが特徴の細身の男子生徒。
明るく社交的ではあるが無神経で遠慮・見境が無いほどの軽薄にして軽快な性格でフットワークも軽い。また人懐っこい部分やナンパ好きな部分もある。
晩秋の頃に主人公のクラスにきた「第三の転入生」で、記憶が欠落しているはずのアイギスからは危険視され主人公を近寄らせまいとする。
その本当の正体は主人公の中に封印された不完全な状態の「デス」であり、シャドウの母体にして破滅させる存在である「ニュクス・アバター」。
幾月 修司（いくつき しゅうじ）
声 - 堀秀行
演 - 本多章一→唐橋充 / 瀬戸祐介
表向きは（雇われ）月光館学園理事長にして、特別課外活動部の顧問であり桐条武治の右腕的存在。また10年前の桐条グループの研究員の1人。主人公を月光館学園に迎え入れた張本人でもある。
シャドウ研究の第一人者でありペルソナの研究者でもあり、本人は影時間への適性はあるがペルソナ能力は持っていない。
聡明な男性で主人公達にも様々な助言を与えるが、たびたび口にする寒いおやじギャグが玉に瑕。美鶴からは全幅の信頼を寄せられている。
桐条鴻悦の思想に共鳴し「世界は一度滅びなければ救われることが無い」という考えとなり、終末を告げるシャドウ「デス」の復活を画策し特別課外活動部員を欺いていた。その一方で「7人の生贄をタルタロスで捧げると、闇の皇子になって新世界の覇者になれる」という考えを内に秘めていた。
武治と銃撃戦を展開し相打ちになって死亡したが、公式には「学園の天文台からの転落死」となっている模様。
10年前の事故やそれ以前の5式ラビリスの事件について「生き残った一人の研究員が事故の責任を取らされた」と言い、その後で「多くの非難を浴びて人が鬼のように見えた」とも語るが、この研究員が幾月である。
桐条 武治（きりじょう たけはる）
声 - 戸谷公次（無印） / 増谷康紀（『FES』追加シーン、劇場アニメ版、『リロード』）
英恵の夫で、美鶴の父親。世界有数の多国籍企業・桐条グループの現総帥。幾月同様、影時間への適性はあるがペルソナ能力は持っていない（その適性も人為的に得たものである）。
10年前の実験事故で実験の現場に立ち会った人間の唯一の生き残りであり、それ故に10年前の事件を償うために娘が入部している特別課外活動部を陰で支援する。最後は幾月と刺し違える形で死亡してしまう。
桐条 英恵（きりじょう はなえ）
声 - 伊藤美紀（ドラマCD版）
武治の妻で、美鶴の母親。若干体が弱く聡明で優しい性格をしており、懐の深い人物でもある。
遠方の保養地で静養していたが、夫が幾月と刺し違える形で死亡したことにより、急遽戻って来ることになった。
ちなみに、声を担当した伊藤美紀は英恵が41歳と言っているため、英恵が23歳の時に美鶴を産んだことを語っている。
岳羽 詠一朗（たけば えいいちろう）
声 - 濱野雅嗣（無印） / 山本兼平（劇場アニメ版、『リロード』）
ゆかりの父。桐条グループの主任研究員で、10年前に起きた「爆発事故」により死亡。生前は優秀な研究員であることを除けばどこにでもいる普通の父親だったらしい。
彼が遺したビデオには「12体の大型シャドウを倒せば影時間は終わる」と記録されていたが、それは幾月によりビデオは改編されたものであり、本来は「12体の大型シャドウに触れてはいけない」と忠告をしていた内容であった。
デスは不完全な姿で生み出されるが、それは彼が「滅び」に気付いたため実験を強引に中断した事によるものであるまた、降臨を遅らせることになったのもこれが理由である。
桐条 鴻悦（きりじょう こうえつ）
武治の父で、美鶴の祖父。桐条グループの先代総裁。「調和する二つは完全なる一つに優る」の理念を持ち、天才的経営センスの持ち主であった模様。
ハングリーだった心を富と名誉で満たした結果、逆に生きる目的を喪失していったが、そんな折に「シャドウ」と「黄昏の羽根」に出会い、それらが齎す「時を支配する力」に心酔し「時を司る神器」を生み出すことに没頭、そのために14年前に一大計画をスタートさせシャドウの研究を行わせていた。だが、計画は彼自身の心と共に次第に歪み、単なる支配力の追求を外れて「滅びの招来」へと目的がシフトし、幾月も「晩年には滅びである「デス」に魅入られたようになり「デス」を産み出そうとさせた」と語っている。
最後は滅びに気づいた詠一朗による強引な実験中断で中坐し、その際に起きた爆発事故に巻き込まれ死亡した。
高寺 一郎（たかでら いちろう）
声 - 遊佐浩二（ドラマCD版）
ドラマCD『NewMoon』、『FullMoon』にのみ登場。武治の部下で、武治の急逝絵御受けグループの経営側代表者となる。
桐条グループの中でもかなりの立場にいると思われ、影時間についても知識があり幾月と特別課外活動部を抹消しようとする等、徹とも思える判断を下す人物だが、それは社員たちの生活を守る経営者であり日本の就労人口の2%を背負っている桐条グループを存続させるため。
時任 亜夜（ときとう あや）
小説『オワリノカケラ』に登場。2009年3月に月光館学園を卒業している、元ボクシング部のマネージャーで学園内で姉にしたい女性No.1であるらしい。
真田と美鶴の先輩の女性であり、弟を重ねての部分もあるが真田に好意を寄せている。下記の事情で影時間の適性を持つ。
10年前に起きた爆発事故で弟を亡くす、体内に終わりの欠片（デスの一部）が宿っているという散々な目にあっている人物で、桐条のラボはこのデスの欠片をペルソナと誤認し保護と監視をかねて分寮に寮母のアルバイトとして住まわせていたが、肉体を乗っ取られるも特別課外活動部の活躍で事なきを得たのち、デスの影響が無くなったことで影時間の適性に加え記憶を失い、大学に進学するため引っ越していった。最後には主人公にも会っている。

## コミュニティ
各コミュニティに関わるサブキャラクターにはそれぞれ本編とは違うストーリーがあり、親交を深めることでコミュニティランクが上がるとともに物語を進めることができる。随所に選択肢が表示され、適切なものを選べばコミュニティランクが上がりやすくなる。ただし一部のコミュキャラクターは強制イベントによって必ずコミュニティランクが上がる。各コミュニティを最高ランクであるランク10まで上げると各コミュニティ最強のペルソナを生み出す合体が解禁となる。中には特定のコミュが成立しなければ発生しない特殊なコミュニティがある。
コミュニティランクを上げるうえでの障害として「リバース」と「ブロークン」があり、一定期間交流が無かったり機嫌を損ねたりしてしまうと、コミュニティによってはリバース状態となってしまう。リバース状態を放置したり仲直りが失敗するとブロークン状態となり、そのコミュニティと同アルカナのペルソナが召喚不能になってしまう。本作では恋愛要素が取り入れられており、恋人同士の関係になれる。攻略可能な人物は少々特別で、いわゆる「同時攻略」するとキャラクターが嫉妬してしまい、リバース状態に陥りやすくなってしまう。
『ポータブル』では一定期間交流がなくてもリバースが発生せず、ブロークンも発生しにくくなっている。また、『ポータブル』の女性主人公編は一部コミュニティが変更されており、新規コミュニティも用意されている。
00「愚者」
「特別課外活動部/S.E.E.S.」が集うコミュニティ。物語上強制的にコミュランクが上がる。
01「魔術師」
男性主人公：クラスメイト・友近健二とのコミュニティ。イベントでは、主に彼と先生の恋愛模様が描かれる。
女性主人公：クラスメイト・伊織順平とのコミュニティ。彼の主人公への複雑な想いと、彼の父親への想いについて描かれる。
02「女教皇」
同級生・山岸風花とのコミュニティ。風花が料理について主人公に相談する。
彼女と恋人関係になった場合、とあるキャラクターとの会話が追加される。
03「女帝」
上級生・桐条美鶴とのコミュニティ。主に美鶴の出生と過去についての話が主体である。
04「皇帝」
風紀委員・小田桐秀利とのコミュニティ。生徒会に入った主人公は風紀委員の小田桐と出会う。彼の強すぎる正義感が新たな事件を起こしてしまう。
05「法王」
古本屋「本の虫」の老夫婦とのコミュニティ。老夫婦の亡き息子の形見である柿の木が切られることになり老夫婦は慌てる。
06「恋愛」
クラスメイト・岳羽ゆかりとのコミュニティ。複雑な家庭についてゆかりから打ち明けられる。
彼女とある程度仲良くなった場合、終盤で会話が追加される。
07「戦車」
男性主人公：運動部の同級生・宮本一志とのコミュニティ。一志は膝を痛めていることを皆には隠して運動部に参加しており、甥と交わした約束と自分の膝、どちらを取るか相談される。
女性主人公：運動部の同級生・岩崎理緒とのコミュニティ。理緒はやる気のない部の皆を叱咤するが、それが原因で対立してしまう。理緒は部員達と仲が悪く、時折主人公と二人だけの部になる。途中で友近が叶先生と仲良くしているのを見て、嫉妬心が湧き、はじめて友近が好きだと気づく。
08「正義」
男性主人公：生徒会の会計を務めている伏見千尋とのコミュニティ。千尋から自身の男性恐怖症について相談される。
女性主人公：初等部の友人・天田乾とのコミュニティ。どこか達観した態度の彼を夕飯に誘う主人公。その中で年相応の一面やそれ故に抱える悩みを知ることになる。
09「隠者」
男性主人公：インターネットで知り合ったY子とのコミュニティ。ネットゲームを始めた主人公は、ネット仲間のY子と知り合い、実生活での不満などを打ち明けられる。交流が進むにつれ正体が判明する。
女性主人公：委員会の同級生・長谷川沙織とのコミュニティ。休学していたために3年生よりも年上の沙織は、同級生たちと馴染めないでいる。
10「運命」
男性主人公：文化部の部長・平賀慶介とのコミュニティ。文化部に入った主人公は、気弱な部長・平賀と出会う。親の敷いたレールにうんざりする平賀の「自分探し」に付き合うことになる。
女性主人公：同級生・望月綾時とのコミュニティ。特定の日に放課後に彼と一緒に過ごしたり休日に一緒に過ごすことによりコミュランクが上がる特殊な形となっている。
11「剛毅」
男性主人公：運動部の同級生・西脇結子とのコミュニティ。運動部マネージャーの西脇と知り合った主人公は、子供達のコーチを頼まれる。
女性主人公：S.E.E.Sの仲間・コロマルとのコミュニティ。寮で遊んだり散歩先で起こる事件を通して主人公はコロマルから信頼されていることを感じることになる。日によってコミュアップとただ散歩に行くだけとでイベントが変わる。
12「刑死者」
近所に住む小学生の少女・舞子とのコミュニティ。舞子の両親は離婚の危機にあり、途方にくれて主人公に相談する。
13「死神」
物語の重要人物であるファルロスとのコミュニティ。ファルロスとの出会いは、後の展開に大きな意味合いを果たす。物語上強制的にコミュランクが上がる。
14「節制」
同好会の留学生・ベベとのコミュニティ。同好会に入会した主人公は、日本好きな留学生・ベベと出会う。ある日、彼の叔母が急死し彼は母国に帰らなければならなくなってしまう。
15「悪魔」
大手通販会社「時価ネットたなか」社長・たなかとのコミュニティ。ある日、主人公は通販会社の社長と出会い、突然投資の話を持ちかけられる。どこか怪しいレクチャーを受ける中で、たなかの意外な一面が明かされていく。
16「塔」
型破りな僧侶・無達とのコミュニティ。主人公はクラブで酒に酔っている無達と出会い、説法を聴かされる破目になる。
17「星」
男性主人公：他校のエースにしてライバル・早瀬護とのコミュニティ。運動部の大会で早瀬と出会い、一家を支える彼の姿を見ることになる。
女性主人公：上級生・真田明彦とのコミュニティ。女子でありながらリーダーを務める主人公を信頼する真田。しかし、戦いが進む中で彼女を亡き妹と重ね心配するようになる。
18「月」
男性主人公：グルメキング・末光望美とのコミュニティ。自称「グルメキング」の末光と知り合った主人公だが、彼には新興宗教絡みのある問題があった。
女性主人公：上級生・荒垣真次郎とのコミュニティ。周囲と距離を置く荒垣だが主人公との関わりの中で自らの「覚悟」が揺れ葛藤するようになる。その性質上10月の満月までの期間限定のコミュであり、10月の満月までにランクMAXになった場合はある変化が起きる。
19「太陽」
病弱な青年・神木秋成とのコミュニティ。ある日主人公は、持病で余命幾ばくもない青年・神木と出会う。
彼とのコミュを成立させるには、とあるイベントでアイテムを手に入れる必要がある。
20「審判」
「滅びをもたらすもの」に対抗するために結成されたコミュニティ。メンバーは愚者の特別課外活動部と同じ。特別課外活動部は最強にして最後の敵に挑む。タルタロス6層を特定階層まで進んだり、ボスを倒すことでコミュランクが上がる。
XX「永劫」
『フェス』から追加された、少女型ロボット・アイギスとのコミュニティ。主人公との下校時に起こる出来事から、アイギスは人間の生死と絆について深く考えるようになる。
21「宇宙」
このアルカナに対応するコミュキャラクターは登場しない。その理由は終盤にて明らかになる。

## 用語
ペルソナ
前作までにあるようなイニシエーションを介して覚醒させるものではなく、突然覚醒するもの（人間の突然変異に近い存在）となっている（過程はどうあれ自身の力と意思で覚醒させるのは一緒）。ペルソナ使いなら自由に（召喚器なしで）召喚できた前作までとは違い、自力で召喚することもできるが「ペルソナ召喚器」を使うことにより安定した召喚ができる。しかし、強制的にペルソナを覚醒あるいは定着させられた者も存在する。
主に心に何らかの暗い過去、つまり深いトラウマ（親の不可解な死、親からの期待など）を持つ者が覚醒する。ペルソナとは本質的にはシャドウと同一である。これらは人間の精神の抑圧下の状態であり、それが本人の支配から離れた時にシャドウと化す。つまり呼び方と状態の違いに過ぎない。前作までのような普遍的無意識の元型を基礎として、イニシエーションを通過し、試練に対抗する手段として覚醒するものではない。一種の逃避や補償、代替として今作のペルソナは存在する。それゆえに機械なしでは安定して召喚できない。
ペルソナが能力や外見など個性を持っているのに対し、シャドウは元の人間の個性を喪失したため、アルカナに基づいた形態をとる。ペルソナ使いとは、自らのシャドウを飼いならすことのできる人間のことであり、だからこそ彼らにしかシャドウは倒せないのである。
私立月光館学園
主人公と仲間が通う1982年に創立した小中高一貫校の私立の学園。「桐条グループ」が出資して、広大な敷地を保有している。
4巻建ての校舎で、ボクシング部、フェンシング部、弓道部、剣道部、陸上部、水泳部等の運動部や写真部、美術部、管弦楽部が存在するほか、ファンションデザイン研究会も存在する。
月光館学園分寮
主人公と仲間が居住する寮。4階建てで4階は作戦室、3階は女子、2階は男子、1階はラウンジとなっている。
浴場とキッチンはゲーム内に認知できないが、オフィシャルブック曰く一階の開かずの扉の奥に浴場とキッチンがある。
召喚器
様々な形をしたペルソナ召喚器。兵器は内蔵されており、動物は首輪などの自然な形で所持する。人間が使うものは主に銃器の形となっており、自身の頭部を弾が入っていない 銃で擬似的に撃ち抜くことによって、“恐怖に打ち克ち内のペルソナを引きずり出す”ことができる。
タルタロス
影時間にのみ現れる巨大な塔。月光館学園の場所に現れる。10年前、桐条グループが母体である月光館学園を実験場とし、その時の事故により生み出された悲劇の産物。
内部はエントランスを除いて入るたびに構造が変わっており、いくつかの階層に分かれており、無数のシャドウが存在し上に行くほど強くなっていく。ニュクスを迎えるための「滅びの塔」とも言われ、主人公たちはこのタルタロスの頂上で最後の戦いに挑むことになる。
黄昏の羽根
世界各地でごく稀に発見される「羽根」に似た形状の謎の薄板状オーパーツ。影時間ではあらゆる機械が作動しなくなるが、この羽が組み込まれることで平常通り作動するようになる（巌戸台分寮の作戦室のコンソールデッキ、美鶴のバイクなど）。
ペルソナ召喚器にも組み込まれており、グリップ部の青く発光するものがそれ。アイギスの胸元には、2枚が交差状に結合した状態で発見された特異な羽根（通称「パピヨンハート」）が精神中枢として搭載されている。
その実体はニュクスの身体である「月」の表面から、長い年月の間に剥離し、地上に落着した破片。かつて桐条グループがこれを回収したことで事件の発端のひとつとなった。
「月」を本体とする死を象徴する存在が自分の分身や欠片によって、人の精神世界に影響をおよぼすというモチーフは主人公のトラウマや精神状態が世界救済に影響を与える点もふまえ、他のペルソナとは違った雰囲気となっている。
また、作中のアイテムとしても登場しており、主人公のHPが0になると全員のHPが全快する。難易度「EASY」と「BEGINNER」でのみ最初から所有しており、作中入手することができない。
ワイルド
ほぼ全てのペルソナを付け替え使用できる能力のこと。ファルロスはこの力を何にでもなれるけど、何にも属さない力と表現した。『Episode Aegis』で鍵となる語句。
“命のこたえ”に至るための兆候。ワイルドに覚醒する者が最初に覚醒させるペルソナのアルカナは「愚者」。主人公とアイギスが覚醒した。アイギスは覚醒した際、初期ペルソナがオルフェウスに変わった。ワイルドの能力を持つ者は何らかの形で契約を交わし、ベルベットルームを訪れることになる。
デス
本編（ペルソナ3）の根源を握る存在。本来なら存在しないはずの13番目の属性を持つ者。ゲームではその風貌が詳しく描かれていないが、劇場版で明らかとなる。
漆黒の衣を纏い目と口の部分が破れた仮面の中から髑髏のような素顔を覗かせ、手には剣を持っている。桐条鴻悦によって集められた12のアルカナのシャドウが融合して生まれたが、岳羽詠一郎の英断により実験は中断され、不完全なままで目覚めた。その状態でアイギスと戦って相打ちとなり、偶然居合わせた主人公の体内に封印され、眠りに就くこととなる。しかし、巌戸台に主人公が戻ってきたことにより、デスの破片である12の大型シャドウが目覚めてしまう。さらに幾月の陰謀によりそのシャドウたちすべてと接触したことにより、完全なる復活を果たす。デスはニュクスを呼ぶものであり、彼が完全になることで世界の滅びが確定する。ニュクスが降臨した後はニュクスと融合し消滅する。
ニュクス
母なる存在と呼ばれるもの。太古の昔地球に飛来した死そのもの。これの激突により生命は死を与えられ、ニュクスの肉体は月となった。ニュクスがタルタロスに降臨することですべての生命は死を迎えることになる。
本来ニュクスに意思はなく、シャドウが生み出されたのもニュクスが目覚めようとしているのも人間の破滅願望によるものである。人が無意識に思う死への憧れがニュクスを目覚めさせる原因となっている。
命のこたえ
前述のワイルドの能力は命のこたえに至る兆候であり、主人公とアイギスが命のこたえを見つけた、とイゴールは語った。具体的にどうなるのか、何なのかは明言されていない。ペルソナシリーズはその世界設定にユングの思想を据えており、それによるならば複合的意識の無意識として宇宙魂の存在を提示している。彼はこれを錬金術師たちの知識から引用した。
主人公が命のこたえに至った時、常に上昇し続ける大型エレベーターであるベルベットルームが最上階に到着し、扉が開いていく、という描写がなされた。
大いなる封印
主人公が自らのコミュニティの結晶である「宇宙」のアルカナ・ユニバースを用いて発動した自らの命を封印とするもの。主人公はこれによって命を封印とし、ニュクスを封印したと思われていたが、実際は人間の無意識下の死への憧れが集合し生まれた怪物がニュクスに触れるのを防ぐための封印だった。
時の狭間
『Episode Aegis』にて、2010年3月31日に光館学園の巌戸台寮の地下に出現した未知の迷宮。実際は10年前から存在しており、「タルタロスという塔が作られたことの反作用で出来た穴」として、発見された当時では報告されていた。しかし、「タルタロスが出来た反作用で生まれた」とされるものが、なぜか寮の地下に現れたのかについては公式には言及されていない。また同様に「タルタロスが消滅した後になって、なぜ対を成す要素とも言うべき時の狭間が現れたのか」についても言及はされていない。
影時間
ゲーム内で毎晩、深夜0時に訪れる時間。シャドウが活動可能になる危険な時間帯である。影時間内では全ての電気類が活動を停止し、全ての生命は「象徴化」と呼ばれる棺桶の姿に変化し影時間を認識できない。
影時間内で例外的に活動できるのは、シャドウ、シャドウの「声を聴いた者」、ペルソナ使い、ペルソナ適性がある者のみである。
「象徴化」になった生命は影時間を認識できない。その代わりに襲われることも無い。「声を聴いた者」は影時間を認識できるがシャドウに攻撃の対象となり、逃げたとしても影時間内の行動を記憶する事はできないが、認識・記憶できるのはペルソナ使いや適合者のみである。また、影時間内で死亡した場合は交通事故や病気などに書き換えられる。
無気力症
シャドウに襲われ影人間になった者の姿。一般には、老若男女問わず発症されている謎の病として紹介される。ゲーム内では言葉や行動をろくにできなくなると描写されている。
仮面の少年
本作の『P3R』にてDLCエピソードアイギスの第3弾では『ペルソナ5』から登場するペルソナ使いで「心の怪盗団の少年」・ジョーカーがゲスト主演し、「モナイド深奥部」にとある条件に達成するとチャレンジバトルで立ち向かうことが可能です。

## 主題歌
ペルソナ3
OP「Burn My Dread」
作詞 - 小森成雄、小森祥弘 / 作・編曲 - 目黒将司 / 歌 - 川村ゆみ
- 『フェス』『ポータブル』でも流れる。
- 『Persona4 the ANIMATION』第15話ではオープニングテーマとして流れた（同話で本作の舞台がメインのため）。

ED「キミの記憶」
作詞 - 小森成雄 / 作曲 - 目黒将司 / 歌 - 川村ゆみ
- 『フェス』の「Episode Yourself」、『ポータブル』、『リロード』のエンディングでもこれが流れる。

ペルソナ3 フェス
OP「P3 Fes」
作詞 - 小森成雄 / 作・編曲 - 目黒将司 / 歌 - 川村ゆみ
ED「Brand new days」
作詞 - 田中裕一郎 / 作・編曲 - 目黒将司 / 歌 - 川村ゆみ
- 「Episode Aegis」エンディングテーマ。

ペルソナ3 ポータブル
OP「Soul Phrase」
作詞 - 田中怜子 / 作・編曲 - 目黒将司 / 歌 - 喜多修平

ペルソナ3 リロード
OP「Full Moon Full Life」
歌 - 高橋あず美 feat. Lotus Juice

## ペルソナ3 ザ・ナイト・ビフォア
『ペルソナ3 ザ・ナイト・ビフォア』（ペルソナスリー ザ・ナイト・ビフォア、PERSONA3 THE NIGHT BEFORE）は『ペルソナ3』発売に先駆けて配信されていたブラウザゲーム。プレイ料金は無料。登録時にメールアドレスが必要で、フリーメールアドレスでは加入することができない。『ペルソナ3』の本編の「前夜」という位置づけ。ゲームシステムやストーリーなどは本編とは別物だが、『ペルソナ3』の世界を体験することができる。毎晩見る夢の世界でオリジナルの物語が紡がれていく。
プレイヤーはポートアイランドに毎夜現れる迷宮の塔「タルタロス」に挑み、そこに巣食う敵「シャドウ」を倒しながら頂上を目指す。ゲーム中は何らかの行動をするたびに「時間」が経過し、ゲーム内で1時間が経過すると次の日まではプレイできなくなる。また、プレイヤーはレジスタンス側かシャドウ側のどちらかの陣営に所属し、「戦争」の勝敗に応じて名声やお金が手に入る。
なお、サービス終了と同時にペルソナシリーズをベースにした新たなブラウザゲーム『ペルソナ アインソフ』が立ち上がっている。

### アップデート
公開後もアップデートにより様々な機能が追加された。これ以外にも不具合やゲームバランスの修正は随時行われていた。
2006年6月15日のアップデート
- レジスタンス側とシャドウ側のプレイヤーの中から一人ずつ代表で選ばれ、相手の代表と戦う「戦争」の追加。

2006年9月4日のアップデート
- レベルの上限が99までだったのが、150まで上昇するように。
- 新しい謎の追加。
- 新しいアイテムの追加。
- 新しい敵キャラクターの追加。

2006年10月6日のアップデート
- 2種類のボスキャラクターの追加。
- 複数のアイテムを合成して新たなアイテムを作り出す「アイテム合成」の追加。
- 新しい謎の追加。

2007年3月13日のアップデート
- 3段階目のペルソナチェンジが可能に
- 新しい敵キャラクターの追加
- 新しいアイテムの追加
- 新しいアイテム合成レシピの追加
- 運に応じてクリティカルヒットが発生するように変更
- レベルの上限が150までだったのが、200まで上昇するように

2007年7月5日のアップデート
- レベルの上限の上昇
- 最強のボスキャラクターを2体追加
- 新しい謎解きを追加
- 4段階目のペルソナチェンジが可能に
- 合成レシピの追加
- 新しいアイテムの追加

2007年9月18日のアップデート
- 地図の発掘確率の変更
- 合成レシピの追加

## 小説版

### ペルソナ3 オワリノカケラ
著：藤原健市 イラスト：副島成記 ファミ通文庫
真田明彦の視点で本編開始直前のひと月が物語られている。
- 2006年10月30日発売、 ISBN 978-4757730021

### ペルソナ3 シャドウクライ
著：藤原健市 イラスト：副島成記 ファミ通文庫
ストレガの1人・ジンの視点で、ストレガサイドの物語が描かれている。
- 2007年6月30日発売、ISBN 978-4757735958

### ペルソナ3フェス〜Alternative Heart〜
著：勝沢哲也 イラスト：副島成記 ソニー・マガジンズ
『ペルソナ3FES』の完全ノベライゼーション。カードブック付属。Epilogueに真田明彦の10年後であり、『ペルソナ 〜トリニティ・ソウル〜』へと続く話が描かれている（ただし、Ifの物語にあたる）。
- 2008年1月16日発売、ISBN 978-4863325999

### ペルソナ3ポータブル ベルベットブルー
著：藤原健市 イラスト：副島成記 ファミ通文庫
ベルベットルームの住人視点のサイドストーリー。
- 2010年2月27日発売、ISBN 978-4047263178

## 漫画版

### 本編コミカライズ
『電撃「マ）王』で2007年4月号から2009年2月号まで連載し、以降は『電撃黒「マ）王』2009年5月号から連載。『電撃黒「マ）王』が2010年8月号限りで『電撃「マ）王』へ統合されて以降は、ペルソナシリーズ全般について扱う雑誌『ペルソナマガジン』にて連載。その後『電撃マオウ』に戻り、2013年7月号から2017年3月号まで連載され完結した。
著者は、今作が初の漫画連載となる曽我部修司。絵柄が原作に近い。ストーリーは基本的にゲーム本編をなぞり、1巻はペルソナの覚醒と暴走、2巻はモノレール事件解決、3巻は山岸救出、4巻は幾月の裏切りや修学旅行、5巻はストレガ出現から天田のペルソナ覚醒までをメインに扱っているが、錯時法的な演出で各シーンの提示順を再構成している（デフォルトストーリーに近い）。主人公の名前は「有里湊（ありさと みなと）」というコミック版固有のものが用意されている。この名前はアトラススタッフから示された候補ワードの中から曽我部が選ぶという形で決定した。
1. 2007年9月27日発行、ISBN 978-4-8402-4052-9
2. 2008年1月27日発行、ISBN 978-4-8402-4177-9
3. 2008年6月27日発行、ISBN 978-4-04-867149-1
4. 2008年10月27日発行、ISBN 978-4-04-867384-6
5. 2009年9月26日発行、ISBN 978-4-04-868113-1
6. 2012年3月27日発行、ISBN 978-4-04-886196-0
7. 2013年10月26日発行、ISBN 978-4-04-866054-9
8. 2015年3月27日発行、ISBN 978-4-04-869230-4
9. 2016年1月27日発行、ISBN 978-4-04-865639-9
10. 2016年11月26日発行、ISBN 978-4-04-892346-0
11. 2017年2月27日発行、ISBN 978-4-04-892685-0

### タルタロス劇場
著者は八十八良。ペルソナ3以降のシリーズを主なネタにしたギャグ系４コマ漫画。初出は著者のサイﾄでの二次創作WEB漫画。それらの選り抜き、および、『電撃マオウ』や『ペルソナマガジン』での連載分をまとめて単行本が発売。同作の4冊目にあたる「ワイルド」からは『デンプレコミック（電撃PlayStation付録冊子）』で連載していて、ペルソナ5のキャラも登場する。
1. タルタロス劇場 ペルソナ4&ペルソナ3&ペルソナ3ポータブル 2012年1月27日発売、ISBN 978-4048861991
2. タルタロス劇場 2　2013年10月26日発売、ISBN 978-4048660518
3. タルタロス劇場 3 2016年1月26日発売、ISBN 978-4048656382
4. タルタロス劇場ワイルド 2018年3月26日発売、ISBN 978-4048937061
5. タルタロス劇場ワイルド2 2020年3月27日発売、ISBN 978-4049131192

## ドラマCD版
2007年発売分は、ほぼ同時期にフロンティアワークスとランティスの2社から発売されるという珍しいリリース編成。2008年発売分は、フロンティアワークスから「キャラクタードラマCD」の名で全5枚がリリース。またこれらとは別に、コトブキヤからショートドラマCD付きのフィギュアが2品発売された。2009年初頭にも、新たに2枚が発売されている。2010年にはPSP版を題材としたものが発売。
ドラマCD ペルソナ3 Daylight
フロンティアワークス / 2007年3月21日発売 / 初回版特典：出演声優コメント
「Moonlight」と前後編を成す前編。プロットにアトラススタッフが参加しているオフィシャル・サイドストーリーで、内容が「ペルソナ3フェス」と一部リンクしている。
文化祭直前週の数日間を描いたコメディタッチの物語。ゲーム本編の雰囲気にかなり忠実。後編に若干の謎を残すが、これ単体でも終劇している。ボーナストラックの総尺が15分を越える。
ドラマCD ペルソナ3 Moonlight
フロンティアワークス / 2007年5月25日発売 / 初回版特典：出演声優コメント
「Daylight」と前後編を成す後編。プロットにアトラススタッフが参加しているオフィシャル・サイドストーリーで、内容が「ペルソナ3フェス」と一部リンクしている。
最後の決戦まであと1週間となった日のとある出来事を描いた物語。サブタイトルの通り、前作が日中を舞台としていたのに対し、こちらは深夜から未明にかけてを舞台としている。アイギスの誕生秘話とも言うべきエピソードが含まれている。全体的にシリアスムードだが、各キャラクターの「らしさ」が維持されているため、さほど重い印象はない。
このCDで「ラビリス」というキャラクターが台詞のみで登場。『ペルソナ4 ジ・アルティメット イン マヨナカアリーナ』でその姿を見せる。
オリジナルドラマ A CERTAIN DAY OF SUMMER
ランティス / 2007年4月25日発売
ベルベットルームから主人公への「贈りもの」という形で描かれた、大小4つのオムニバスストーリー。3つがコメディタッチで、1つがシリアス。ボーナストラックがない反面、ドラマ部分だけで総尺60分超のボリュームとなっている。
夏休み中の寮を主な舞台としているため、時期的に荒垣と天田が不在だが、一方でフロンティアワークス版には登場しなかったイゴールとエリザベスが登場する。
ブックレットのクレジットによれば、こちらも監修段階ではアトラスのスタッフが関わった模様で、一部内容にゲーム本編とリンクしている箇所がある。
キャラクタードラマCD 「ペルソナ3」 vol.1
フロンティアワークス / 2008年2月27日発売 / 初回版特典：出演声優コメント
タイトル通り特定のキャラクターにクローズアップする内容となっており、vol.1では主人公と望月の2人に焦点が当たっている。
ゲームセンターでキャッチした人形が、様々な人と出会うにつれ、わらしべ長者のように次々と交換されてゆくストーリー。
キャラクタードラマCD 「ペルソナ3」 vol.2
フロンティアワークス / 2008年3月26日発売 / 初回版特典：出演声優コメント
vol.2では順平とチドリの2人に焦点が当たっている。
チドリをデートに誘うプランを熟考するあまり、連日あらぬ妄想を夢に見てしまう順平だが、果たして誘いはOKされるのかという内容となっている。
ゆったりムードのvol.1から一転、アップテンポなラブコメ展開になっている。
キャラクタードラマCD 「ペルソナ3」 vol.3
フロンティアワークス / 2008年4月23日発売 / 初回版特典：出演声優コメント
vol.3ではアイギス、風花、天田の3人に焦点が当たっている。
真田や荒垣も出演を果たし、キャラクタードラマCDシリーズでは初めて特別課外活動部のキャラクターが総出演。特に荒垣は、メインの3人と同格と言ってもよいほどの活躍を見せる。
学生寮の天井裏で発見されたナゾの生体反応をめぐって、憶測やら、勘違いやら、行き過ぎな対応やら、様々なドタバタが繰り広げられる。ラストでは、フェスの本編で追加された隠し撮りイベント・アイギス編とリンク。
キャラクタードラマCD 「ペルソナ3」 vol.4
フロンティアワークス / 2008年5月21日発売 / 初回版特典：出演声優コメント
vol.4では美鶴とゆかりに焦点が当てられている。
夏休みに学校で肝試しをするという噂があり、そのまま影時間になったら大変なことになり、それを阻止するために主人公達は動かなければならずという内容になっている。
キャラクタードラマCD 「ペルソナ3」 vol.5
フロンティアワークス / 2008年6月25日発売 / 初回版特典：出演声優コメント
vol.5では真田と荒垣に焦点が当たっている。
タルタロスでの出来事がきっかけで喧嘩してしまう2人。特別課外活動部がこの2人の喧嘩に振り回されていく。
ドラマCD ペルソナ3 NewMoon
フロンティアワークス / 2009年1月23日発売 / 初回版特典：出演声優コメント
「FullMoon」と前後編を成す前編。制作にアトラススタッフが参加しているオフィシャル・サイドストーリー。
ドラマCD ペルソナ3 FullMoon
フロンティアワークス / 2009年2月25日発売 / 初回版特典：出演声優コメント
「NewMoon」と前後編を成す後編。制作にアトラススタッフが参加しているオフィシャル・サイドストーリー。
ドラマCD「ペルソナ3ポータブル」Vol.1
フロンティアワークス / 2010年8月25日発売
テオドアが登場し、女性主人公視点のオリジナルストーリーとなっている。
ドラマCD「ペルソナ3ポータブル」Vol.2
フロンティアワークス / 2010年12月8日発売
男性主人公視点のオリジナルストーリーとなっている。

## 携帯アプリ版
女神転生QIX ペルソナ3
女神転生CHAINING SOUL ペルソナ3
アイギス THE FIRST MISSION
ペルソナ3エム
ペルソナ モバイル オンライン
2009年3月16日に開設されたiモード用サイト「メガテンオンライン」にて同日より配信開始された月額利用料のかかるネットワーク対応型のゲームアプリ。月額利用料の他に個別にポイント課金も対応していた。「ペルソナ3」の世界観をベースに制作されており、とある学校の自警団の一員として、依頼されるクエストを達成しながらゲームを進めていく。運営はビービーエムエフ。
ペルソナ3ソーシャル
2010年8月17日にモバゲータウンで配信開始された基本プレイ無料のアイテム課金制のソーシャルゲームアプリ。順次、GREEや、PC向けであるYahoo!モバゲー、ハンゲームでも配信。主人公は“ペルソナ使い”としての素質を持つ高校生で、ある日その素養を認められ、世界を滅ぼす存在とされる“シャドウ”討伐への協力を依頼される。仲間となるペルソナを集めて、ほかのプレイヤーが操るペルソナ使いの仲間との“絆（コミュ）”を活用しながら、敵となるシャドウとバトルし経験値をためながらクエストをクリアしていく。運営はインデックス。

## テレビアニメ版
『ペルソナ 〜トリニティ・ソウル〜』の題名で2008年1月から2008年6月まで放送されていた。本作より10年後の世界を舞台としているが、キャラクターやストーリーは真田を除き完全オリジナルである。本作とは設定に相違があり、パラレルワールドとなっている。

## 劇場アニメ版
『PERSONA3 THE MOVIE』（ペルソナスリー・ザ・ムービー）のタイトルで四部作に分かれており、1作目「#1 Spring of Birth」は2013年11月23日に公開。2作目「#2 Midsummer Knight's Dream」は2014年6月7日に公開。3作目「#3 Falling Down」は2015年4月4日に公開。4作目「#4 Winter of Rebirth」は2016年1月23日に公開。
2012年6月に行われた『ペルソナ4』のテレビアニメ版『Persona4 the ANIMATION』のイベント上映のエンディング終了後、本作の映画化が発表された。発表当初の公式サイトに出ている情報と言えるものはTwitterアカウントのみであり、満月の日にはゲームの設定における影時間に合わせてイベント上映後に放映された動画が公開されている。また、阪神電鉄と神戸新交通から本作の公開を記念して記念乗車券の発売された。男性主人公の「結城理（ゆうき まこと）」という名前が設定されている。
また、『P4A』を製作・放送していた毎日放送が協力として参加しており、エンディングには同局プロデューサーの丸山博雄と前田俊博がクレジットされている。
『#1 Spring of Birth』は全国26スクリーンの小規模公開ながら、2013年11月23日、24日の初日2日間で興収6,091万2,300円、動員3万9,963人になり映画観客動員ランキング（興行通信社調べ）で初登場第7位となり、公開館数30館以下の作品を対象としたミニシアターランキングでは、堂々の第1位を獲得し、日満足度ランキング（ぴあ映画生活調べ）では第3位を獲得した。
2015年3月27日正午から4月3日正午まで#1を約65分、#2を約61分に再編集したダイジェスト版がniconico、バンダイチャンネル、GYAO!、dアニメストアで配信された。

### スタッフ
- 原作 - 「ペルソナ3」（ATLUS）
- 監督 - 秋田谷典昭（#1）、田口智久（#2、#4）、元永慶太郎（#3）
- 脚本 - 熊谷純
- スーパーバイザー - 岸誠二
- キャラクター原案 - 副島成記
- キャラクターデザイン、アニメーションディレクター（#1、#2） - 渡部圭祐
- アクションディレクター - 田中良（#1、#2）、諸貫哲朗（#2）
- ペルソナデザイン - 秋恭摩
- プロップデザイン - 常木志伸
- 色彩設計 - 合田沙織
- 美術設定 - 青木薫
- 美術監督 - 小濱俊裕（#1、#2）→甲斐政俊（#3）→谷岡善王（#4）
- コンポジットディレクター - 今泉秀樹（#1 - #3）→高津純平（#4）
- ビジュアルデザイナー - 高津純平
- 編集 - 櫻井崇
- 音楽 - 目黒将司、小林哲也（#2 - #4）
- 音響監督 - 飯田里樹
- 音響効果 - 奥田維城
- プロデューサー - 足立和紀、田中良和、細川修（#1）→小岐須泰世（#2 - #4）、津川明倫、金庭こず恵
- アニメーションプロデューサー - 櫻井崇（#1、#2）→辻俊一（#3、#4）、林健一（#2、#3）
- アニメーション制作 - AIC ASTA（#1）→A-1 Pictures（#2 - #4）
- 製作 - 劇場版「ペルソナ3」製作委員会（アニプレックス、アトラス、博報堂DYメディアパートナーズ、読売広告社、movic）
- 配給 - アニプレックス

### 主題歌（劇場版）
『#1 Spring of Birth』
オープニングテーマ「Burn My Dread -Spring of Birth Ver.-」
作詞 - 小森成雄、小森祥弘 / 作・編曲 - 目黒将司 / 歌 - 川村ゆみ
メインテーマ「More Than One Heart」
作詞 - Benjamin Franklin / 作・編曲 - 目黒将司 / 歌 - 川村ゆみ

『#2 Midsummer Knight's Dream』
メインテーマ「Fate is In Our Hands」
作詞・歌 - Lotus Juice / 作・編曲 - 目黒将司
エンディングテーマ「One Hand, One Heartbeat」
作詞 - Benjamin Franklin / 作・編曲 - 小林哲也 / 歌 - 川村ゆみ

『#3 Falling Down』
メインテーマ「Light in Starless Sky」
作詞 - Lotus Juice / 作・編曲 - 目黒将司 / 歌 - 川村ゆみ & Lotus Juice

『#4 Winter of Rebirth』
メインテーマ「僕の証」
作詞 - 田中裕一郎 / 作・編曲 - 目黒将司 / 歌 - 川村ゆみ
エンディングテーマ「キミの記憶」
作詞 - 小森成雄 / 作・編曲 - 目黒将司 / 歌 - 川村ゆみ

### 各章リスト
| 章 | サブタイトル             | 監督       | 絵コンテ            | 演出                                | 作画監督 | 総作画監督                              | 封切日         |
| -- | ------------------------ | ---------- | ------------------- | ----------------------------------- | --- | --------------------------------------- | -------------- |
| #1 | Spring of Birth          | 秋田谷典昭 | 田口智久 福島利規   | 笹原嘉文 福島利規                   | 小磯沙矢香、吉田優子 福島勇、石川智美 澤田美香、志賀道憲 草間英興、谷拓也 門智昭、安留雅弥 片山敬介         | 朝来昭子 高橋瑞香                       | 2013年11月23日 |
| #2 | Midsummer Knight's Dream | 田口智久   | 田口智久            | 笹原嘉文 小坂春女 福島利規 小林孝志 | 石川智美、石丸賢一 丸山修二、大塚八愛 松田芳明、松岡秀明 シンディ・H・ヤマウチ、安留雅弥 山内則康、志賀道憲 | 石川智美 大塚八愛 シンディ・H・ヤマウチ | 2014年6月7日   |
| #3 | Falling Down             | 元永慶太郎 | 元永慶太郎 岩畑剛一 | 元永慶太郎 江口大輔                 | 大塚八愛、小林利充 山田裕子、小倉寛之 高原修司、吉田優子 熊田明子、安留雅弥                                 | 石川智美 大塚八愛 山田裕子 長谷川亨雄   | 2015年4月4日   |
| #4 | Winter of Rebirth        | 田口智久   | 田口智久            | 田口智久 笹原嘉文 江口大輔          | 立川聖治、安留雅弥 熊田明子、宇佐美皓一 舛田裕美、小林利充 坪山圭一                                         | 大塚八愛 吉田優子 山田裕子 石川智美     | 2016年1月23日  |

### BD / DVD
BD・DVD共に、未公開映像を追加した「ディレクターズカット版」を収録。なお、本編の劇場公開版はBDのみの収録となる。
| 巻 | 巻                       | 発売日        | 規格品番      | 規格品番      | 規格品番   | 規格品番   |
| 巻 | 巻                       | 発売日        | BD限定版      | DVD限定版     | BD通常版   | DVD通常版  |
| -- | ------------------------ | ------------- | ------------- | ------------- | ---------- | ---------- |
| #1 | Spring of Birth          | 2014年5月14日 | ANZX-11105/06 | ANZB-11105/06 | ANSX-11105 | ANSB-11105 |
| #2 | Midsummer Knight's Dream | 2015年3月11日 | ANZX-11107/08 | ANZB-11107/08 | ANSX-11107 | ANSB-11107 |
| #3 | Falling Down             | 2016年1月20日 | ANZX-11109/10 | ANZB-11109/10 | ANSX-11109 | ANSB-11109 |
| #4 | Winter of Rebirth        | 2016年8月3日  | ANZX-12111/12 | ANZB-12111/12 | ANSX-12111 | ANSB-12111 |

### ラジオネット
『石田彰と緒方恵美の劇場版「ペルソナ3」影時間ラジオ』のタイトルで、2015年7月2日から2016年2月23日まで劇場版公式サイトにて配信された。不定期更新、全9回。パーソナリティは石田彰（結城理 役）、緒方恵美（天田乾 役）。

## 舞台版

### Masquerade
『ペルソナ3 the Weird Masquerade』のタイトルで上演開始。2017年4月に最終章を上演してシリーズを締めくくった。
上演回によって男性主人公と女性主人公に分かれているダブルキャスト制を取っており、男性主人公の名前は「汐見朔也（しおみ さくや）」、女性主人公の名前は「汐見琴音（しおみ ことね）」で設定されている。
シリーズ
- 第1弾：「〜青の覚醒〜（あおのかくせい）」2014年1月8日から12日　シアターGロッソ
- 第2弾：「〜群青の迷宮〜（ぐんじょうのめいきゅう）」2014年9月16日から23日　シアター1010
- 第3弾：「〜蒼鉛の結晶〜（そうえんのけっしょう）」2015年6月5日から13日　シアターGロッソ
- 第4弾：「〜藍の誓約〜（あいのせいやく）」2017年4月14日から23日　シアターGロッソ
- 最終章：「〜碧空の彼方へ〜（へきくうのかなたへ）」2017年4月14日から23日　シアターGロッソ

イベント
- 舞台『PERSONA3 the Weird Masquerade～青の祝宴～』イベント（2014年6月7日、AiiA Theater Tokyo）

キャスト

スタッフ
青の覚醒
- 演出 - 奥秀太郎
- 脚本 - 熊谷純
- 音楽 - 目黒将司
- 振付 - 前田清美
- マイム - いいむろなおき
- 作編曲・歌唱指導 - 桑原まこ
- 映像 - NEGA
- プロデューサー - 吉井敏久
- 制作 - CLIE

第2弾「群青の迷宮」～最終章「碧空の彼方へ」
- 演出 - キムラ真（ナイスコンプレックス）
- 脚本・作詞 - 神楽澤小虎（MAG.net）
- 音楽 - 目黒将司
- マイム - いいむろなおき
- 振付 - 當間里美
- 作編曲・歌唱指導 - 桑原まこ
- 殺陣 - 大岩主弥
- 映像ディレクション - 球根栽培（roof）
- 美術 - 大津英輔（鴉屋）
- 照明 - 橋本剛（colore）
- 音響 - 田上篤志（atSound）
- 衣装 - 木村猛志（第2弾まで）、ヨシダミホ（第3弾以降）
- ヘア＆メイク - 古橋香奈子、福岡亜樹（LaRME）
- プロデューサー - 吉井敏久
- 制作 - CLIE

### the Act
過去作品を踏襲した、ストレートプレイでの新シリーズとなる『PERSONA3 Lunation the Act』が、2025年7月6日から13日まで東京ドームシティ シアターGロッソで上演。「Masquerade」シリーズ（第2弾以降）から引き続き、演出はキムラ真、脚本は神楽澤小虎、音楽は目黒将司・アトラスサウンドチーム・桑原まこが手掛けている。
Masquerade版で男女ダブルキャスト制だった主人公は、the Act版では男性のみとなった。名前は「汐見彼方（しおみ かなた）」で設定されている。
キャスト

スタッフ
　
※太字はMasquerade版（第2弾～）からの続投スタッフ。
- 原作 - 『ペルソナ3』（アトラス）
- 脚本 - 神楽澤小虎
- 演出 - キムラ真（ナイスコンプレックス）
- 音楽 - 目黒将司、アトラスサウンドチーム / 桑原まこ
- マイム - いいむろなおき
- 振付 - IYO-P
- アクション - 栗田政明
- 音響 - 田上篤志
- 照明 - 橋本剛
- 美術 - 古謝理沙
- 衣装 - 熊谷美幸
- ヘア＆メイク - 古橋加奈子
- 歌唱指導 - 後藤祐香
- 映像ディレクター - KENNY、TOMMY(photino)
- 映像オペ - o-beron
- 小道具 - mash30
- 演出助手 - 中野真由子
- 舞台監督 - 伊藤新
- 現場製作 - スタイルオフィス
- 企画 - Lol

## パチンコ
2009年3月にタイヨーエレックからパチンコがリリースされた。
リリースされたのは、通常時の当り確率が約1/98の遊パチ仕様の1機種のみ。盤面にはアイギスのオルギア役物、ジャックフロスト役物を搭載している。

### 図柄
- 0. 真田明彦
- 1. 桐条美鶴
- 2. 伊織順平
- 3. アイギス（確変図柄）
- 4. 天田乾
- 5. 山岸風花
- 6. コロマル
- 7. 主人公（確変図柄）
- 8. 荒垣真次郎
- 9. 岳羽ゆかり

10種類ある図柄のうち3と7が確変図柄となっている。

## 謎解きイベント
PERSONA3 THE MOVIE #1 Spring of Birth×ナゾメイト
2013年11月23日から12月1日までお台場ヴィーナスフォートにて開催された。アニメイト池袋本店では、一周年を記念し「inアニメイト池袋本店」として2013年11月16日・11月17日まで先行開催された。制作はナゾメイト。イベント参加者は「結城理（劇場アニメ版の男性主人公）として、ペルソナ能力に目覚めたことから、特別課外活動部（S.E.E.S.）入部試験を受けることになり、既存のメンバーから試験問題が出題される」というコンセプトの下に謎解きをする。専用窓口で「S.E.E.S.入部試験のご案内」を受け取り、中から好きなキャラクターを選んでチェックマークを入れるが、この時の選ぶキャラクターによって試験問題が異なり、一度選んだキャラクターは変更不可だった。3問出され、最後にベルベットルームの中でもう一つ謎が出される。開催時間は11時から19時（最終受付は17時）までとなっている。開催地内に提示された問題や答えを探す、周遊型の体感型謎解きゲームイベント。
劇場版 ペルソナ3 影時間からの脱出
2016年1月30日から2016年3月13日まで東京ジョイポリスにて、2016年2月20日～2016年3月27日までNU茶屋町地下一階特設会場にて開催された。制作はPKシアター。イベント参加者は「影時間で結城理（劇場アニメ版の男性主人公）に出会い、その声を聞きながらS.E.E.S.のメンバーと協力して、影時間の謎を解き明かし強大なシャドウを倒して、脱出を目指す」というコンセプトの下に謎解きをする。ゲームの進行には携帯電話が必須で、QRコードで読み取る結城理の録下ろしボイスを聞きながら会場内を巡る。制限時間は約2時間。脱出を目的とした周遊型の体感型謎解きゲームイベント。

## その他
- 本作にはコピーガード対策が取られており、レベルMAXなどのチート改造を施すと、風花に怒られる仕様がある。だが、わざわざその台詞を聞きたくてチートをするプレイヤーも出る本末転倒なことが起こってしまった[47]。
- 「2」までのスタッフであった里見直がアトラスを退社したため、本作以降「サトミタダシ」が一切登場しなくなった。